# Bhaktapur

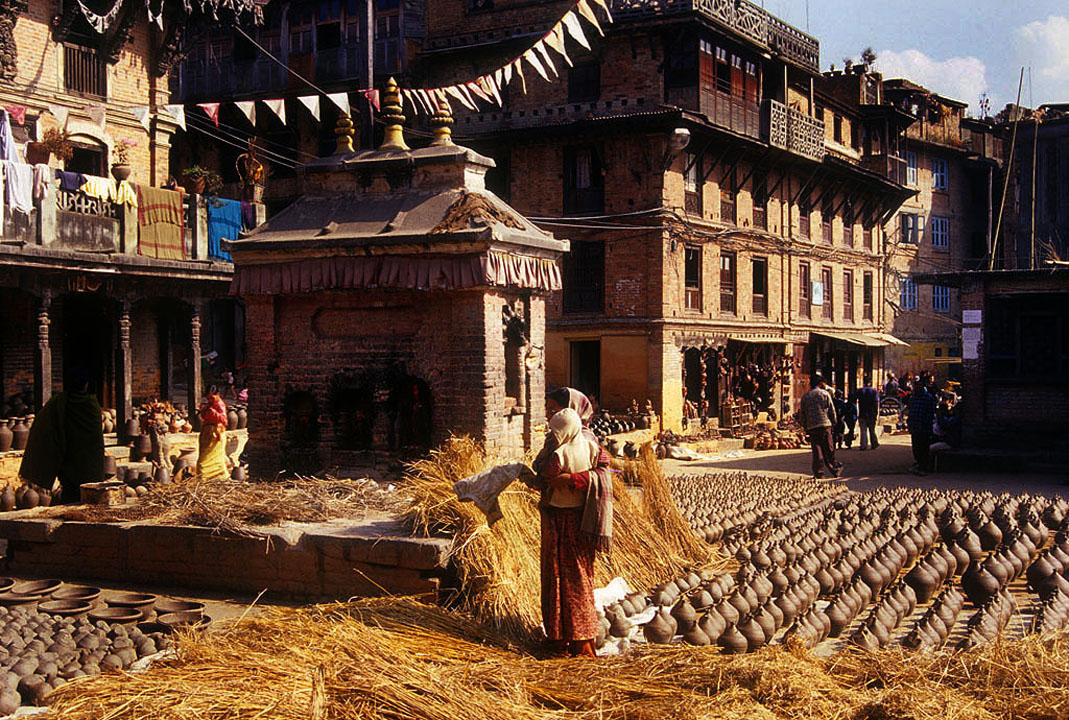
Töpfermarkt mit Reisstroh

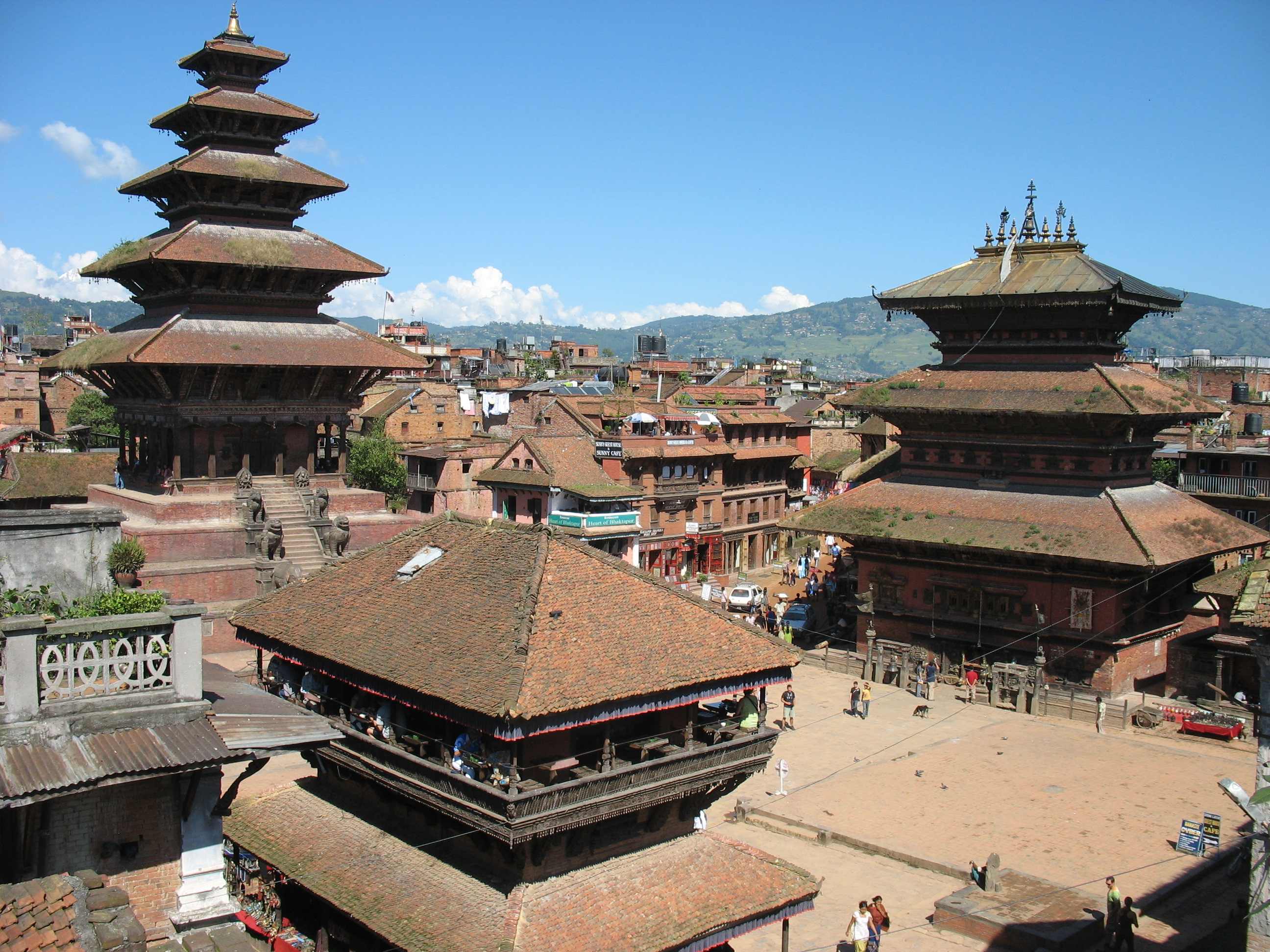
Der Taumadhi-Platz mit seinen stadtbildprägenden Pagodentempeln

Bhaktapur (Nepali भक्तपुर Bhaktapur [ˈbʱʌkt̪ʌpur]  „Stadt der Frommen“) oder Khwopa (newari ख्वप Khvapa) ist neben Kathmandu und Lalitpur mit über 81.000 Einwohnern die dritte und kleinste der Königsstädte des Kathmandutals in Nepal.
Bhaktapur liegt am Fluss Hanumante Khola und wie Kathmandu an einer alten Handelsroute nach Tibet, was für den Reichtum der Stadt verantwortlich war. Das Bild der Stadt wird bestimmt von der Landwirtschaft, der Töpferkunst und besonders von einer lebendigen traditionellen Musikszene. Wegen seiner über 150 Musik- und 100 Kulturgruppen wird Bhaktapur als Hauptstadt der darstellenden Künste Nepals bezeichnet. Die Einwohner von Bhaktapur gehören ethnisch zu den Newar und zeichnen sich durch einen hohen Anteil von 60 Prozent an Bauern der Jyapu-Kaste aus. Die Bewohner sind zu fast 90 Prozent Hindus und zu zehn Prozent Buddhisten. Vom 14. Jahrhundert bis zur zweiten Hälfte des 18. Jahrhunderts war Bhaktapur Hauptstadt des Malla-Reiches. Aus dieser Zeit stammen viele der 172 Tempelanlagen, der 32 künstlichen Teiche und der mit Holzreliefs verzierten Wohnhäuser. Zwar verursachte ein großes Erdbeben 1934 viele Schäden an den Gebäuden, doch konnten diese wieder so instand gesetzt werden, dass Bhaktapurs architektonisches Erbe bereits seit 1979 auf der UNESCO-Liste des Weltkulturerbes steht. Aufgrund des Erdbebens vom 25. April 2015 starben in der Altstadt etwa 200 Menschen beim Einsturz vieler kleinerer Gebäude und zweier großer Tempel auf dem zentralen Taumadhi-Platz.
Bei der Volkszählung 2011 hatte die Stadt Bhaktapur 81.748 Einwohner (davon 41.081 männlich) in 17.639 Haushalten.

## Geographie

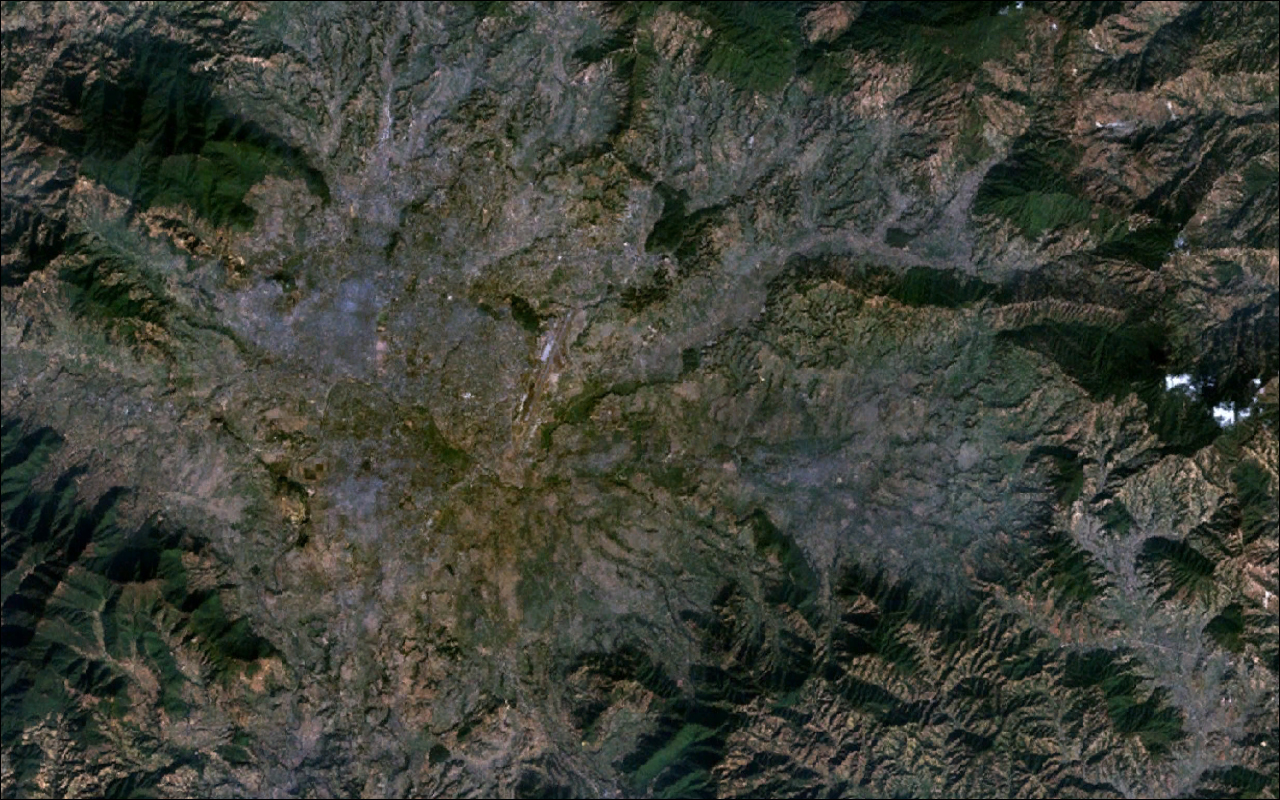
Bhaktapur im Osten des Kathmandutals
Quelle: World Wind

### Geographische Lage
Bhaktapur befindet sich im Zentrum Nepals, 16 Kilometer östlich von Kathmandu und ist Verwaltungssitz des gleichnamigen Distrikts, des kleinsten der 75 Distrikte des Landes. Das Stadtgebiet liegt auf einer Höhe zwischen 1341 und 1404 m. Der Distrikt Bhaktapur wird nach Norden vom Fluss Manohara begrenzt, nach Osten vom Berg Mahadev Pokhari, nach Süden vom Berg Suryavinayak und nach Westen ebenfalls durch den Fluss Manohara und später durch den Fluss Durge. Die Stadt selbst liegt nördlich des Flusses Hanumante Khola, der nach dem Affengott Hanuman benannt ist. Dieser soll, nach einer Episode aus dem Ramayana-Zyklus, an dem Fluss zum Trinken pausiert haben, als er von einer Reise zum Himalaya zurückkam, um Heilkräuter zur Rettung von Ramas Bruder zu sammeln.

### Geologie

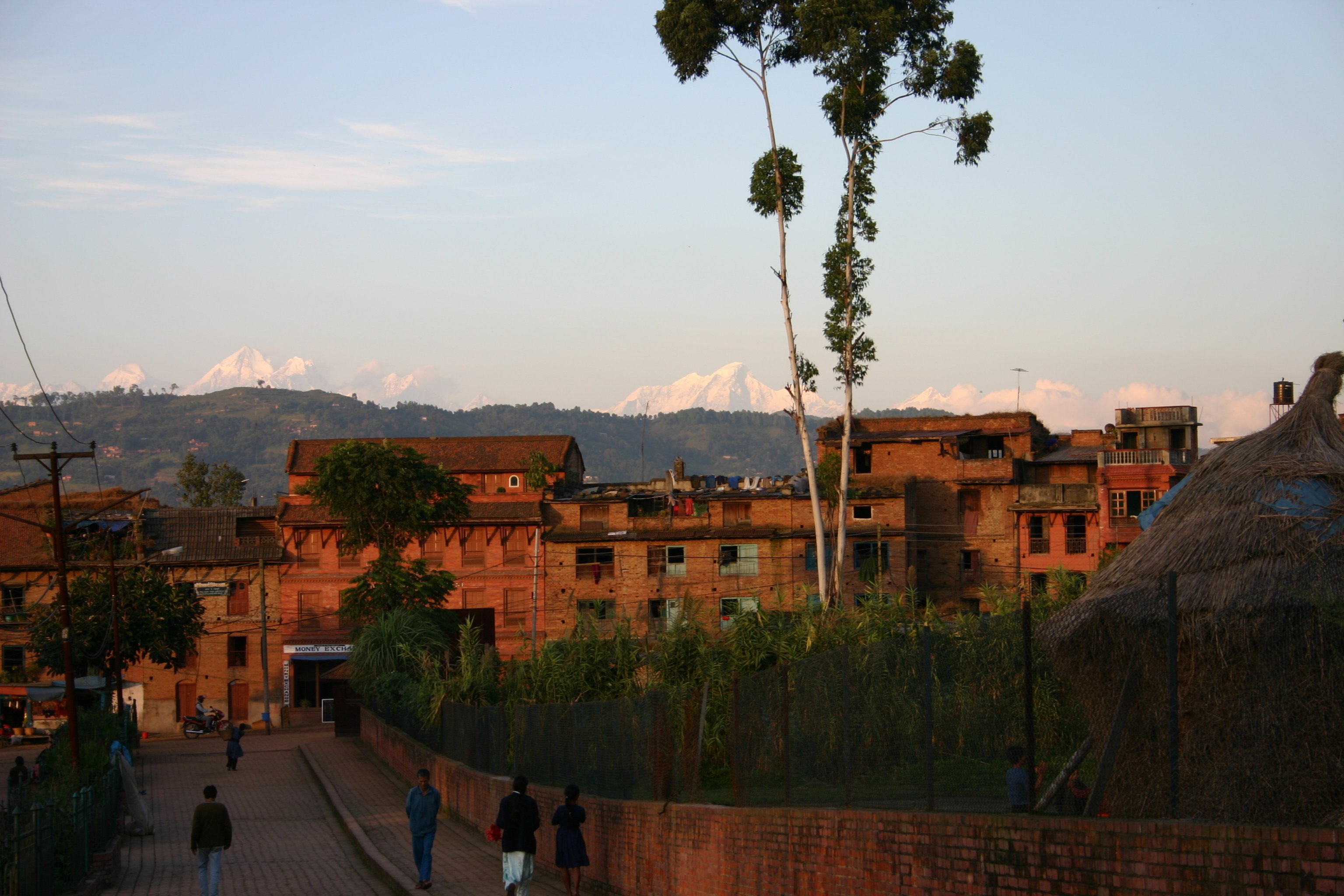
Bhaktapur, im Hintergrund der Langtang Himal

Bhaktapur liegt in der Mittelgebirgsregion, am Südrand des Himalayagebirges im Kathmandutal. Dieses Tal mit einer Nord-Süd-Ausdehnung von 25 Kilometern und einer Ost-West-Ausdehnung von 19 Kilometern wird von einer bis zu 2900 Metern aufragenden Gebirgskette umgeben, wobei der Talboden auf 1340 Metern liegt. Das Flusssystem des Tals ist unabhängig vom Hochgebirge und wird durch den Bagmati entwässert. Zu dessen Zubringerflüssen zählt neben dem Vishnumati, Moharana, Dhobi und Nakhu Kolar auch der Hanumante, der Fluss, an dem Bhaktapur liegt. Der fruchtbare, aus Schwemmland bestehende Boden des Kathmandutals ist aus Sand und Lehm zusammengesetzt. Die genaue Ursache der Ablagerung ist noch nicht bekannt, könnte aber in einem ehemals hier liegenden See begründet sein.
Da Nepal sich etwa dort befindet, wo die Indische Platte mit der Eurasischen Platte kollidiert, in dessen Folge der Himalaya herausgehoben wird, kommt es häufig zu Erdbeben. Die stärksten Beben ereigneten sich in den Jahren 1255 (Stärke 7,7), 1833 und 1934 (Stärke 8,4).

### Stadtgliederung
Im Jahre 1961 wurde die Stadt mit der Einführung des Panchayat-Systems in 17 Verwaltungsbezirke (wards) unterteilt. Traditionell besteht die Newarstadt aus 24 Quartieren, sogenannten Tols. Diese sollen Mitte des 16. Jahrhunderts von Ganga Devi, der Mutter Trailokya Mallas eingeführt worden sein und umfassten zunächst nur 21 Tols. Die genauen Grenzen sind nicht festgelegt, denn die zentralen Elemente eines jeden Tols sind wichtiger: ein Pitha (Opferschrein), an dem entweder Ganesh, Bhairab oder Durga verehrt wird, ein Vishnu-Tempel, in dem keine Tieropfer, sondern Blumen dargebracht werden sowie unbehauene Steine, sogenannte Matrikas, an denen Ganesh oder Bhairab verehrt werden. Während die Pithas nach Süden orientiert sind, sind die Matrika-Schreine zur Stadtmitte hin ausgerichtet. An den Wegkreuzungen des Tols stehen Chwasa-Steine, die Ajma (‚Großmutter‘) genannt werden und an denen die Bewohner des Tols unreine Speisen, die Plazenta und die Nabelschnur Neugeborener, Kleider von Verstorbenen sowie einmal jährlich unbrauchbar gewordene Tonwaren ablegen. Den Tols kommt eine zentrale Rolle bei den Stadtritualen, insbesondere während des Bisket-Jatra-Festes und bei den Stadtbegehungen durch die Nava-Durga-Tänzer zu. Während des Bisket-Jatra-Festes zieht die Prozession in folgender Reihenfolge der Tols durch die Stadt.
| 1. Taulache 2. Tacapal 3. Kvathandau 4. Gache 5. Thalache 6. Inaco | 7. Golmadhi 8. Yache 9. Taumadhi 10. Talako 11. Mamgalache 12. Lakulache | 13. Kvache 14. Tibukche 15. Lasku dhoka 16. Khauma 17. Itache 18. Yalache (Tibukche) | 19. Coche 20. Bolache 21. Bholache 22. Jemla 23. Tekhaco 24. Bharbaco |

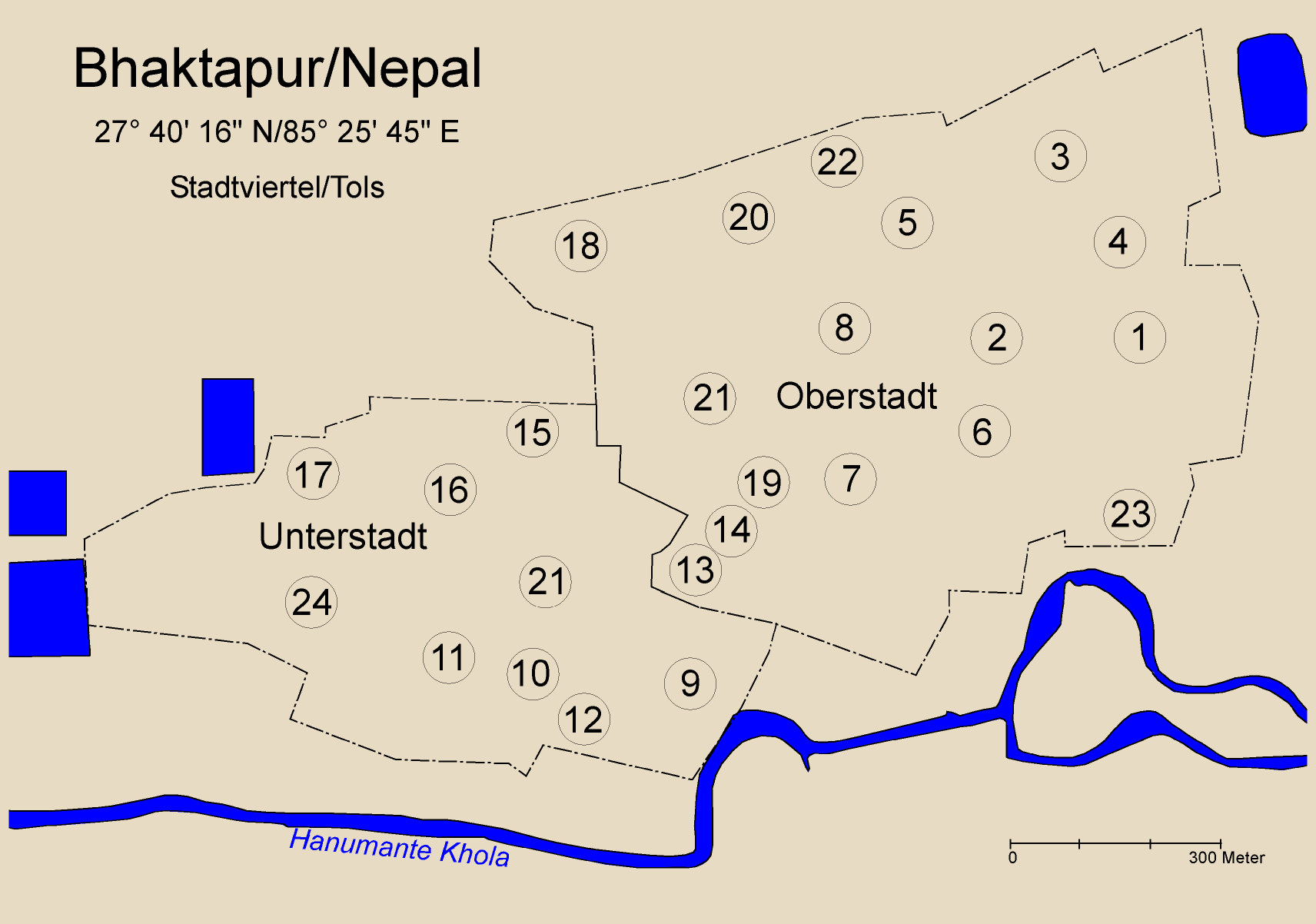
Lage der 24 Tols in Bhaktapur

Neben der Unterteilung in 17 wards und 24 Tols existiert eine Trennung in zwei Bereiche (Desas): die Oberstadt (Tham) mit 15 Tols im Osten und die Unterstadt (Kvane) mit neun Tols im Westen. Die Grenze verläuft etwa in Nord-Süd-Richtung. Zwar liegt der Palastbereich ungefähr in der Mitte, aber das Gebiet der Tripurasundari ist im Thulache Tol östlich und der heutige Palast in Lasu dhoka westlich angesiedelt.

### Klima
Die Stadt befindet sich in der gemäßigten Klimazone mit winterkaltem Steppenklima. Die durchschnittliche Jahrestemperatur in Bhaktapur beträgt 18,4 °C. Die wärmsten Monate sind Juni und Juli mit durchschnittlich 27 beziehungsweise 25 °C und die kältesten Dezember und Januar mit 11 beziehungsweise 10 °C im Mittel. Die Temperatur fällt fast nie unter den Gefrierpunkt, im Gegenzug werden nur selten Temperaturen über 30 °C gemessen. Der meiste Niederschlag fällt im Juli mit durchschnittlich 375 Millimetern, der geringste im Januar und Februar mit durchschnittlich 2 und 3 Millimetern. Wegen des Sommermonsuns fallen die Niederschläge besonders im Zeitraum von Mitte Juni bis Ende September, der Jahresdurchschnitt liegt bei 1249 Millimetern.
|                        | Jan  | Feb  | Mär  | Apr  | Mai  | Jun  | Jul  | Aug  | Sep  | Okt  | Nov  | Dez  |   |      |
| Mittl. Temperatur (°C) | 10   | 12   | 17   | 19   | 23   | 27   | 25   | 23   | 22   | 18   | 14   | 11   | ⌀ | 18,4 |
| Mittl. Tagesmax. (°C)  | 16,5 | 18,5 | 23,2 | 26,8 | 27,7 | 27,8 | 26,6 | 26,6 | 25,8 | 24,6 | 21,1 | 17,8 | ⌀ | 23,6 |
| Mittl. Tagesmin. (°C)  | 3,7  | 4,9  | 8,6  | 12,7 | 15,9 | 18,6 | 19,2 | 18,8 | 17,6 | 13,9 | 8,0  | 4,2  | ⌀ | 12,2 |
|                        |      |      |      |      |      |      |      |      |      |      |      |      |   |      |
| Niederschlag (mm)      | 2    | 3    | 19   | 32   | 82   | 237  | 375  | 240  | 175  | 65   | 7    | 12   | Σ | 1249 |

| 3,7 |

| 4,9 |

| 8,6 |

| 12,7 |

| 15,9 |

| 18,6 |

| 19,2 |

| 18,8 |

| 17,6 |

| 13,9 |

| 8,0 |

| 4,2 |

| 3,7 |

| 4,9 |

| 8,6 |

| 12,7 |

| 15,9 |

| 18,6 |

| 19,2 |

| 18,8 |

| 17,6 |

| 13,9 |

| 8,0 |

| 4,2 |

## Geschichte

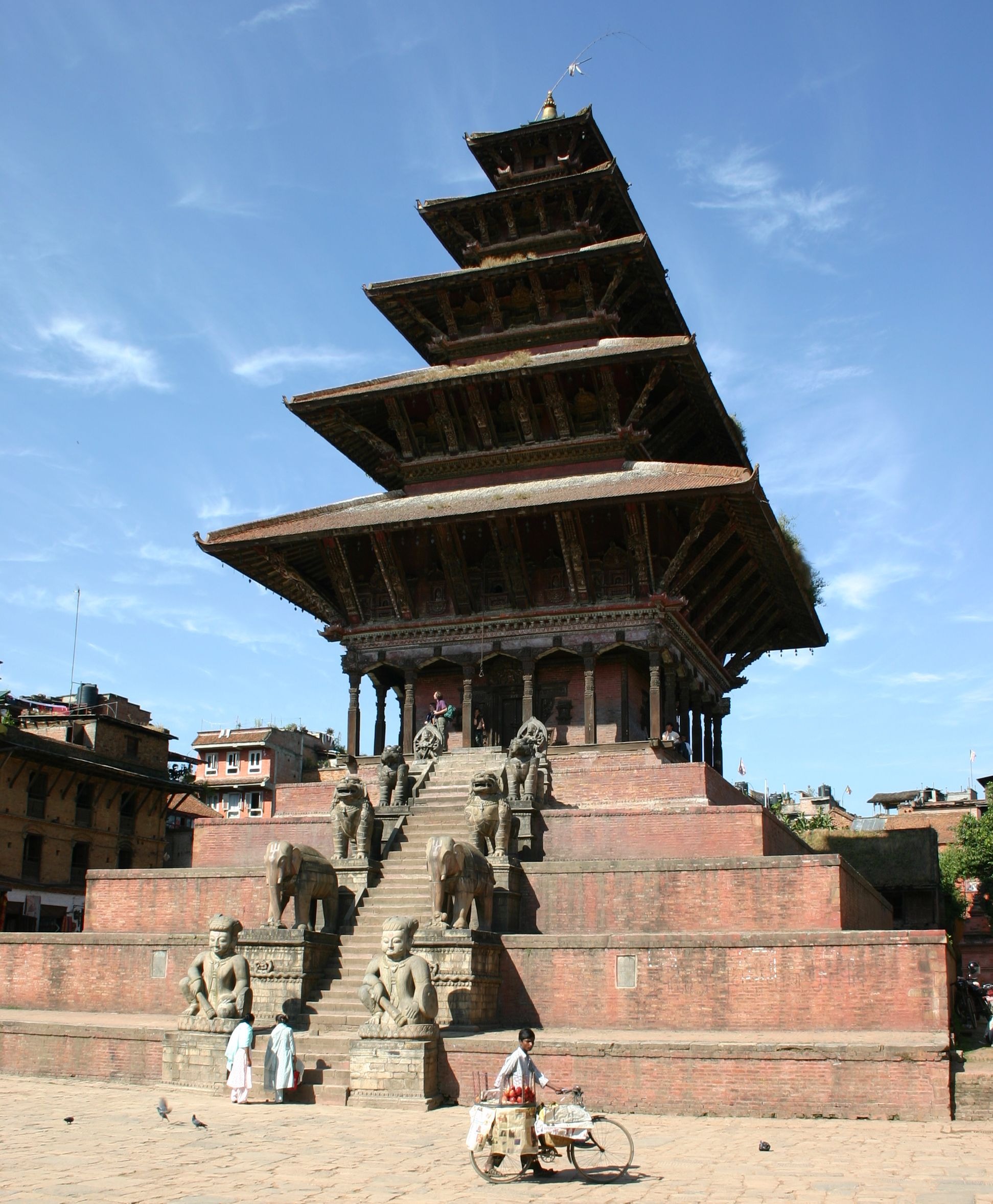
Der Nyatapola-Tempel

### Frühgeschichte
Für die Zeit vom 7. Jahrhundert v. Chr. bis zum 2. Jahrhundert n. Chr. wird in Bhaktapur eine Stadtkultur der aus Nordindien stammenden Kiratis angenommen. Die Ortschaft soll den Namen Khopo getragen haben. In der Epoche der Licchavi (3. bis 9. Jahrhundert n. Chr.) wurde die Stadt Khopring Drang genannt. Den Licchavi-Königen gelang der Aufbau eines fast imperial zu nennenden Staates, dessen Ausdehnung erst im 18. Jahrhundert wieder erreicht werden sollte. Kophring wurde zu dieser Zeit zu einem Handelsposten ausgebaut und erhielt die dafür notwendigen administrativen Aufgaben. Über die Geschichte der Stadt vom 9. bis zum 12. Jahrhundert ist so gut wie nichts bekannt. Doch deutet die Einführung einer neuen Zeitrechnung im Jahre 879 auf ein neues Herrschergeschlecht, wahrscheinlich die Thakuris, hin. In einem Manuskript aus dem Jahre 1038 wird ein Dorf mit Namen Khrimprimbrumayam an der Stelle des heutigen Bhaktapur genannt. Die Chronik Gopal Raj Vamsavali und andere Chroniken bezeichnen Anand Deva als Gründer der Stadt Bhaktapur im Jahre 1197. Er soll auch den alten königlichen Palast gebaut haben, der den Namen Tripura gehabt hat. Am Ende des 13. und beginnenden 14. Jahrhundert wurde Nepal Opfer mehrerer Invasionen seiner südlichen und westlichen Nachbarn. Inschriftlich sind je fünf Plünderungen durch die Khasa-Stämme und die Tirhutiyas belegt. Im Jahre 1290 wurde das damalige Bhaktagramma (gramma ‚Dorf‘), seit der Neuzeit Bhaktapur (pura ‚Stadt‘), kurzzeitig von den Tirhutiyas erobert. Als 1325 der indische Nachbarstaat Mithila (im heutigen Bihar und Terai) von Muslimen erobert wurde, floh der Hofstaat des dortigen Herrschers Harasimha Deva, der bei der Flucht starb, nach Nepal und ließ sich in Bhaktapur an der Tripura nieder. Die Malla-Herrscher des 17. Jahrhunderts versuchten sich durch Manipulation ihrer Abstammungsgeschichte als direkte Nachkommen der Ksatrya-Dynastie des Harasimha Deva darzustellen. Höhepunkt der Invasionen war der muslimische Einfall 1349 unter Shams-ud-din aus Bengalen, bei dem die Städte größtenteils zerstört wurden.

### Hauptstadt des Malla-Reiches

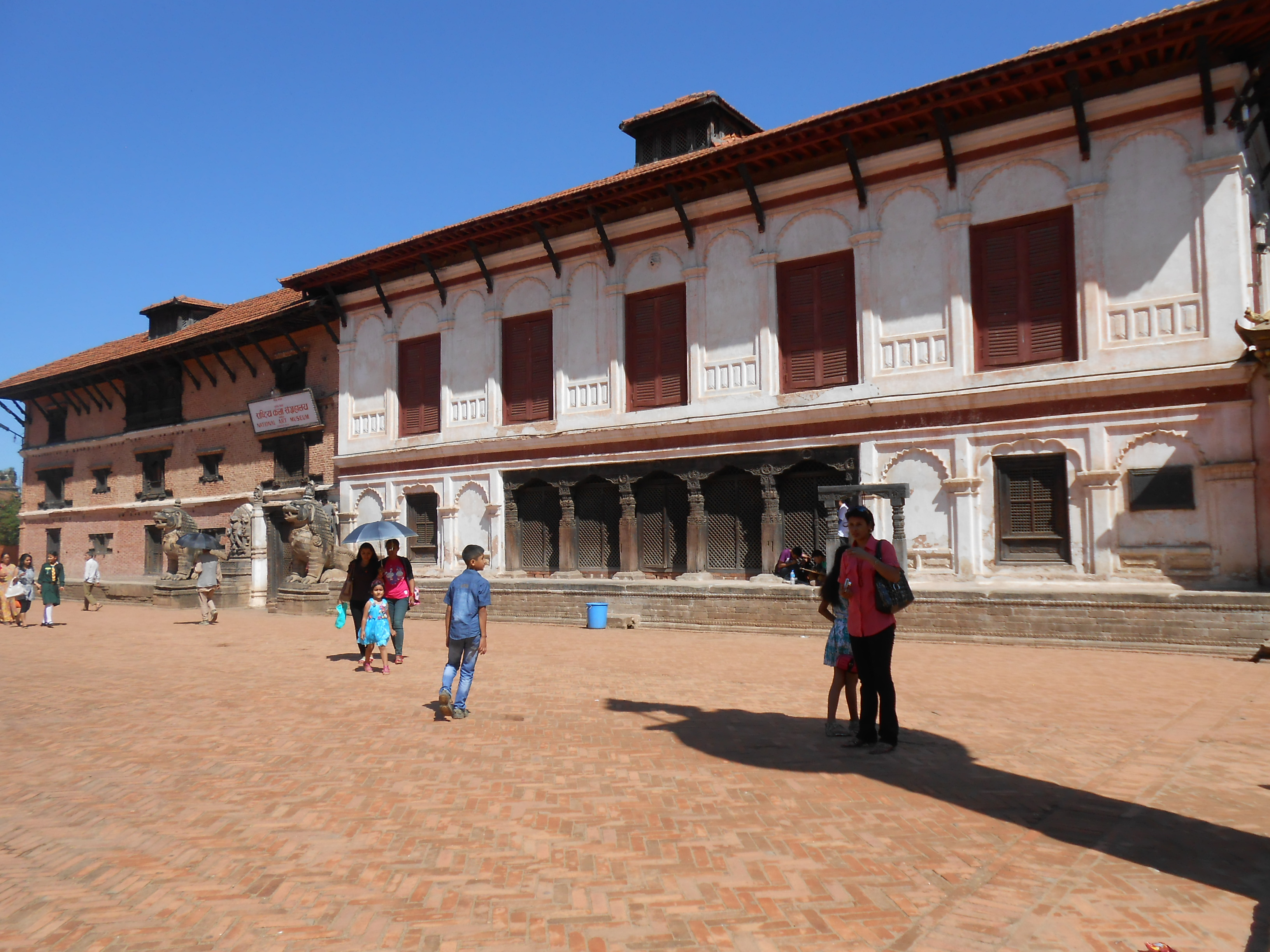
Königspalast

Bhaktapur war die Hauptstadt des Malla-Reiches, das zwischen dem 14. Jahrhundert und der zweiten Hälfte des 18. Jahrhunderts das gesamte Kathmandutal umfasste. In dieser Zeit wurden viele Paläste und Tempel in Bhaktapur gebaut, die zum Teil heute noch vorhanden sind. Der große Einfluss hinduistischer Flüchtlinge aus Nordindien führte zu einer klaren räumlichen Trennung der einzelnen Kasten innerhalb des Stadtgebietes. Um landwirtschaftliche Nutzfläche zu sparen und aus dem Bedürfnis heraus, dem heiligen Zentrum der Stadt (im Falle Bhaktapurs der Taleju-Tempel im Palast), nah zu sein, sind die dreistöckigen Häuser platzsparend gebaut. Wegen des in den Häusern fehlenden Platzes wurden die Straßen und Plätze gemeinschaftlich genutzt.
Nachdem König Yakshya Malla im Jahre 1428 an die Macht gekommen war, vergrößerte er das Malla-Reich und umgab die Stadt Bhaktapur mit Gräben, Verteidigungsmauern und Toren. Einige Historiker führen die Errichtung der Tripura in seine Herrschaftszeit zurück und auch die Gründung des Yaksheshwar-Tempel wird mit ihm in Verbindung gebracht. Nach seinem Tod 1482 bestieg sein Sohn Raya Malla den Thron von Bhaktapur. Dieser erwies sich jedoch als ein zu sanfter Herrscher. Sein Bruder Ratna Malla errichtete 1484 in einem Teil des Malla-Reiches sein eigenes Königreich und regierte von Kantipur aus. Ein weiterer Bruder spaltete Lalitpur/Patan als drittes Reich mit eigener Hauptstadt ab. Damit war das Reich von Bhaktapur in die fragmentarischen Reiche Bhaktapur, Kantipur und Lalitpur geteilt.

### Hauptstadt des Malla-Teilreiches
Von den folgenden Herrschern Bhaktapurs – Pran Malla, Vishva Malla und Jagajyoti Malla – sind keine großen baulichen Veränderungen überliefert. Erst König Naresh Malla, seit 1637 an der Macht, ließ den Taleju-Tempel erneuern und einige Fenster aus Sandelholz im Mul Chowk einbauen. 1644 bestieg König Jagatprakash Malla den Thron. Er ließ einen Tempel Vasantpur errichten, von dem jedoch nichts mehr bekannt ist. Unter seiner Regierung wurde der Taleju-Tempel weiter vergrößert und ein Tempel für Bhavani Shankar nahe dem westlichen Eingang zum Königspalast geweiht.
Für die Bau- und Kunstgeschichte Bhaktapurs bedeutend war die Regierungszeit von König Jitamitra Malla, der 1672 den Thron bestieg. Zu seiner Zeit gab es eine Art Wettstreit um die schönsten Königspaläste unter den Königen des Kathmandutals. Eine Inschrift von 1678 beschreibt, dass in seiner Regierungszeit der Königspalast Thanathu Dubar mit steinernen Wasserspendern, Gärten und Innenhof errichtet wurde. Auch ließ er den Kumari Chowk erneuern, das Bild Astamatrikas herstellen und das Dach des Taleju-Tempels vergolden. Auf seinen Befehl hin wurde die große Glocke im Taleju-Tempel aufgestellt und das kompliziert gearbeitete, hölzerne Tympanon über dem Eingang zum Mul Chowk geschnitzt.
1696 bestieg Bhupatindra Malla den Thron. Er ließ den großen Königspalast mit den 99 Innenhöfen und den 55 Fenstern erbauen. Da die Stadt als einzige der drei Königsstädte über eigene Wege nach Norden und Süden verfügte – Kathmandu hatte solche nach Norden, Patan nach Süden – bot es eine direkte Verbindung zwischen Indien und dem tibetischen Hochland an. Die in Tibet verwendeten nepalesischen Münzen der Zeit sind ein Indiz für den großen Einfluss der newarischen Händler. Ab der Regierungszeit von König Bhupatindra Malla hatte Bhaktapur das ausschließliche Recht der Münzprägung für Tibet.
Die Teilung in drei Königreiche hatte auf das Bauhandwerk und die Kunst positiven Einfluss. Das Konkurrenzdenken in den drei Herrscherhäusern führte zu einem Wettstreit bei der Errichtung neuer und höherer Sakralbauten. Die Finanzierung dieser Bauprojekte geschah auf dem Rücken der newarischen Händler, Bauern und Handwerker, die hoch besteuert wurden. Im Jahr 1768 wurde Bhaktapur nach heftigen Kämpfen von den Truppen von König Prithvi Narayan Shah aus Gorkha erobert, der die bis 2008 dauernde Herrschaft der Shah-Dynastie über Nepal begründete.

### Neuere Zeit
Die Zeit seit 1768 wurde von der Shah-Dynastie geprägt; sie lässt sich in drei größere Perioden unterteilen, die Shah-Periode von 1768 bis 1846, die Rana-Periode von 1846 bis 1951 und die Neuzeit seit 1951. In Europa wurden die Tempel von Bhaktapur durch die Zeichnungen des französischen Archäologen und Völkerkundlers Gustave Le Bon bekannt, der in den 1880er Jahren Indien und Nepal besuchte. Diese Abbildungen sind bis heute von großem Wert, denn bei einem großen Erdbeben von 1934 mit der Stärke 8,4 wurden etwa 70 Prozent der Gebäude zerstört.
Während der Malla-Zeit war der Mehrwert aus der Landwirtschaft in die Tempel-Anlagen, Platzgestaltungen, Infrastrukturanlagen und gemeinnützigen Institutionen investiert worden. Mit der Eroberung durch die Gurkhas ging eine Neuorganisation des Landbesitzes einher, und große Teile der Ernte mussten nun als Steuern an den in Kathmandu residierenden Herrscher gezahlt werden. Diese Mehrwert-Abschöpfung wurde dort vor allem für Import-Luxusgüter investiert. Der ehemals geschlossene Kreislauf der Malla-Zeit war aufgebrochen und der städtische Charakter Bhaktapurs begann zu verwahrlosen. Die Mehrwert-Abschöpfung mündete in einer überbordenden Hofhaltung der Ministerfamilien während der Rana-Periode.

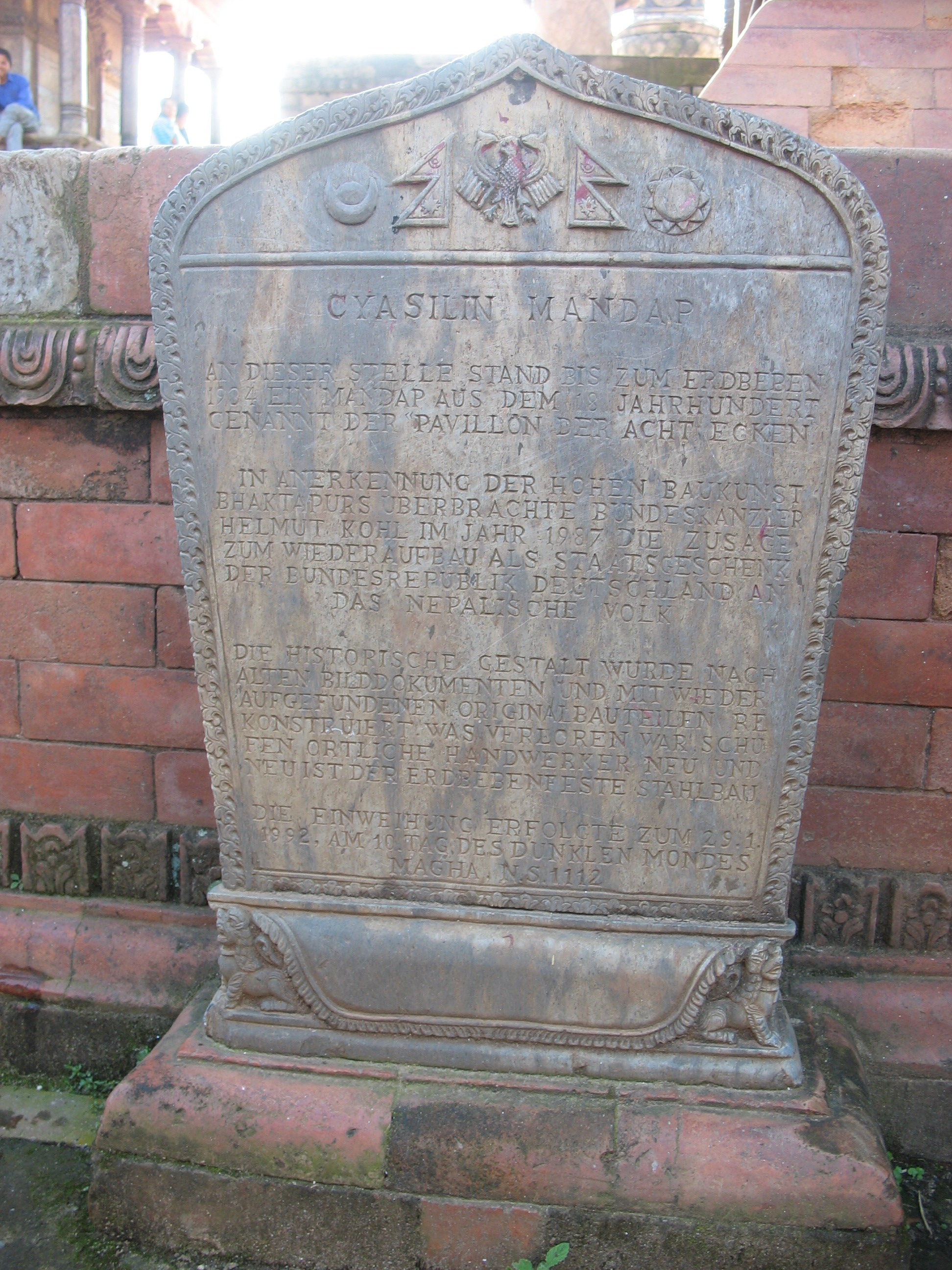
Deutschsprachiger Gedenkstein am Lasku Dhwakha Platz mit einer Danksagung an die Bundesrepublik Deutschland für den Wiederaufbau des 1934 zerstörten und am 29. Januar 1992 wieder eingeweihten Chasilin Mandapa („Pavillon der acht Ecken“)

Weiterhin hatte Bhaktapur über einen Jahrhunderte währenden Zeitraum von seinem Handelsmonopol für den Handel zwischen Indien und Tibet profitiert. Dies führte im 19. Jahrhundert so weit, dass Städte auf der Verbindungsstrecke, wie Bandipur, von newarischen Händlern aus Bhaktapur entscheidend geprägt wurden. Nach der Besetzung Tibets durch die Chinesen und vor allem nach der Flucht des Dalai Lama und vieler seiner Anhänger 1959 wurde die Grenze nach Nepal von chinesischen Behörden fast vollständig geschlossen. Dadurch fiel das Handelseinkommen aus diesem Bereich vollständig weg, ebenso der Absatzmarkt für das Kunsthandwerk. Die Wirtschaft der Stadtbevölkerung sank auf das Subsistenz-Niveau. Dies erklärt auch die heutige Dominanz kleinbäuerlicher Betriebe. 1979 wurde das architektonische Erbe der Stadt auf die Liste des Weltkulturerbes der UNESCO gesetzt. Ein Erdbeben 1990 führte erneut zu baulichen Schäden. Seit 1993 erhebt die Stadt eine Eintrittsgebühr, welche für die Renovierungsarbeiten an den Gebäuden verwendet oder in Infrastrukturanlagen und gemeinnützige Institutionen investiert wird. Die Nachrichten von terroristischen Angriffen im Jahre 2001 führten zu einem zeitweisen Rückgang des Tourismus in Nepal um 50 Prozent.
Bei einem großen Beben mit einer Stärke von 7,8 am 25. April 2015, dem in der Altstadt etwa 200 Menschen beim Einsturz vieler kleinerer Gebäude zum Opfer fielen, wurden der Fasidega-Tempel und der Vatsala-Durga-Tempel fast vollständig und der Shiva-Tempel teilweise zerstört.

### Bhaktapur Development Project
Das Bhaktapur Development Project (BDP) ist ein in den 1970er Jahren mit deutscher Hilfe gegründetes Projekt mit der Aufgabe, sanierungsbedürftige, kulturhistorisch wertvolle Gebäude zu restaurieren. Bei einem offiziellen Besuch 1969 hatte der saarländische Ministerpräsident Franz-Josef Röder dem späteren König Birendra (1972–2001) zur Hochzeit 1 Mio. DM als Restaurationshilfe überlassen. Die Restaurierungsarbeiten am Pujari Math dauerten bis 1972. Anschließend organisierten die beteiligten deutschen Architekten weitere Finanzhilfen. Diese Initiativen mündeten 1973/74 in der Gründung des Bhaktapur Development Project, das von deutscher Seite unter der Federführung der Gesellschaft für Technische Zusammenarbeit (GTZ) durchgeführt wurde und eines der längsten und erfolgreichsten Projekte deutscher Entwicklungszusammenarbeit werden sollte. Die verschiedenen Bauprojekte in den 1970er und 1980er Jahren wurden vom deutschen Professor für Architekturgeschichte Asiens Niels Gutschow und dem österreichischen Architekten Götz Hagmüller betreut. 1974 waren zunächst nur zehn Prozent der Stadt im Fokus des Projekts. In den ersten Jahren bis 1979 musste zuerst die Situation der Stadt analysiert werden, um überhaupt genügend Daten für die weitere Planung der Arbeiten und für die Entwicklung einer umfassenderen Strategie zu erhalten. Die Projektziele wurden in dieser Zeit ausgeweitet auf weitere infrastrukturelle (z. B. Erneuerung des Straßenpflasters, Bau einer Kläranlage), ökonomische (Planung eines Gewerbegebietes), soziale (Ausbildung von Handwerkern, Beteiligung der Bevölkerung an Planung und Durchführung der Arbeiten) und institutionelle Bereiche (z. B. Stadtplanung).

## Bevölkerung

### Bevölkerungsentwicklung und -struktur

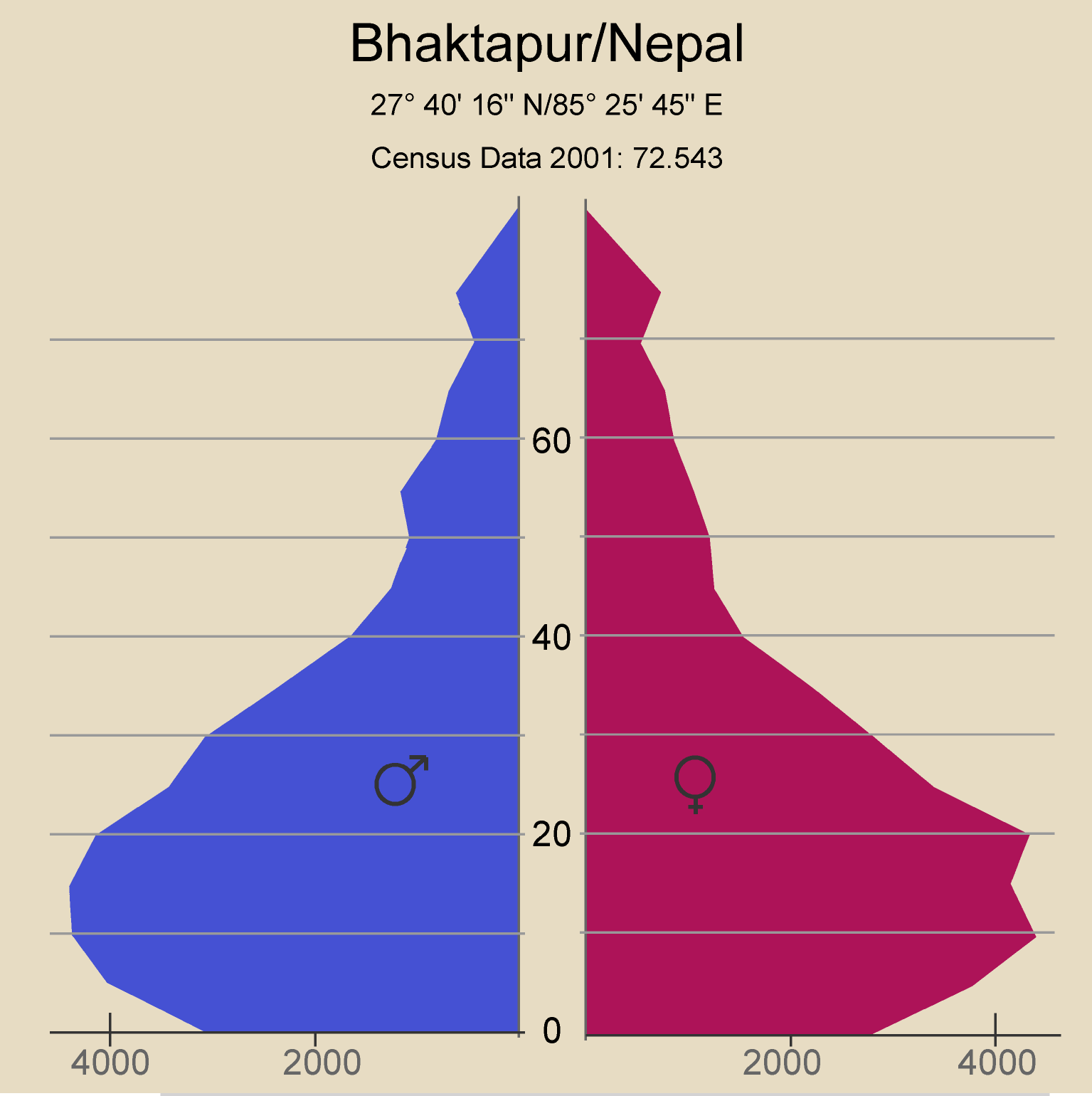
Alterspyramide von Bhaktapur im Jahr 2001

Die folgende Tabelle zeigt die Entwicklung der Einwohnerzahl der Stadt Bhaktapur, die sich in den letzten 30 Jahren fast verdoppelt hat. Der Bevölkerungszuwachs lag im Jahre 2001 bei 2,4 Prozent (zum Vergleich: Kathmandu 6 Prozent). Von den Zuwanderern (besonders durch Landflucht) ins Kathmandutal gehen 84 Prozent nach Kathmandu, 15 Prozent nach Lalitpur und nur ein Prozent nach Bhaktapur.
| Jahr      | 1971   | 1981   | 1991   | 2001   | 2011   | 2021   |
| --------- | ------ | ------ | ------ | ------ | ------ | ------ |
| Einwohner | 40.112 | 48.472 | 61.405 | 74.707 | 81.748 | 79.136 |

Der Familienstand der 58.726 heiratsfähigen Einwohner Bhaktapurs unterteilt sich folgendermaßen: 38,4 Prozent sind ledig, 56,6 Prozent (mit einer Frau) und 0,8 Prozent (mit mehreren Frauen) verheiratet, 0,9 Prozent sind wiederverheiratet, 2,6 Prozent sind verwitwet, 0,1 Prozent geschieden und 0,13 Prozent getrennt (bei 0,6 Prozent konnte der Status nicht ermittelt werden).

### Religionen
Beim Zensus 2001 wurden folgende Werte ermittelt: Mit 88 Prozent gehört der überwiegende Teil der Stadtbevölkerung dem Hinduismus an. Die zweitgrößte Gemeinschaft sind Buddhisten mit 11 Prozent. Die Mitgliedszahlen der anderen Religionen sind dagegen verschwindend gering: Moslems 0,2 Prozent, Christen 0,2 Prozent, Kirat 0,1 Prozent, Sikhs 0,01 Prozent und Bahai unter 0,01 Prozent. Unbekannt geblieben sind bei der Erhebung 0,06 Prozent.

### Die Newar

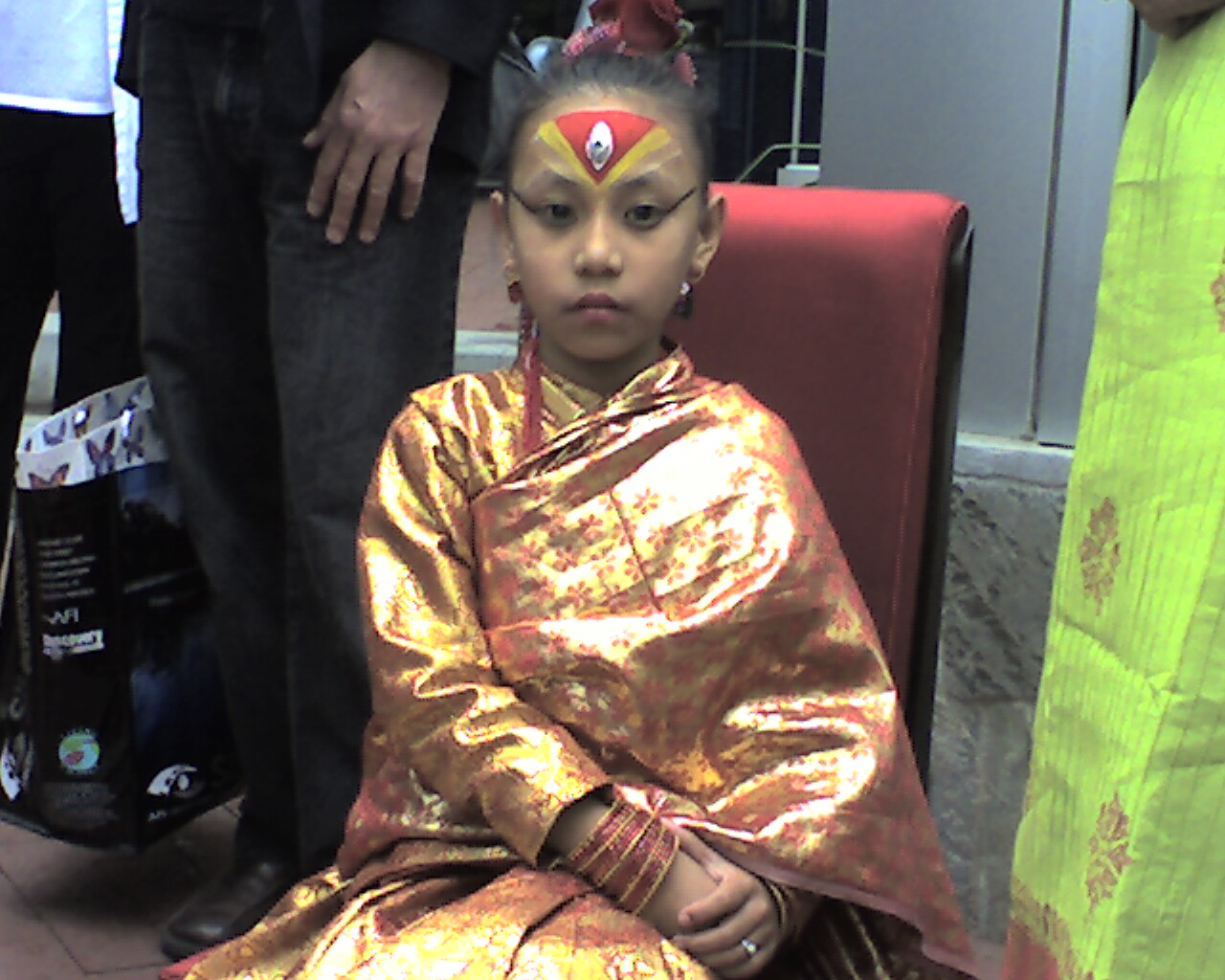
Sajani Shakya, 2007 die Kumari von Bhaktapur, bei ihrem Besuch des US-Filmfestivals Silverdocs

Den weitaus größten Bevölkerungsanteil in Bhaktapur stellen die Newar, eine traditionell Handel treibende Ethnie. In Bhaktapur sind 84,13 Prozent der Newar Hindus und 15,31 Prozent Buddhisten. Die hinduistischen Newar haben ein eigenes Kastensystem nur für die Bewohner des Kathmandu-Tals entwickelt. Dieses System wurde teilweise von den buddhistischen Newar übernommen. Generell ist dieses Kastenwesen schwach ausgeprägt und konnte sich in der egalitären Newari-Gemeinde nie so stark durchsetzen wie bei anderen Volksgruppen. Die Kastenhierarchie umfasst eine übergeordnete und eine untergeordnete Gruppe, die sich weiter in die Oberschicht und Mittelschicht sowie in die Unreinen und Unberührbaren unterteilen.
Ein Bestandteil des religiösen Verständnisses der Newari ist die Kumari, die als Inkarnation der hinduistischen Göttin Durga verehrt wird. Sie wird aus der Shakya-Kaste der buddhistischen Newar ausgewählt und gilt bis zu ihrer ersten Menstruation den Hindus und den nepalischen Buddhisten als „Lebende Göttin“. In Nepal gibt es mehrere Kumaris, so auch in Bhaktapur.
In der Sozialstruktur bilden sogenannte Guthis, kastenorientierte Organisationen mit vielfältigen sozialen Funktionen, eine wichtige Komponente, denn sie gewähren ihren Mitgliedern für Beiträge private oder kommunale Dienstleistungen. In Bhaktapur werden die Sana-Guthis von den Devali-Guthis unterschieden.

## Politik
Der Bürgermeister von Bhaktapur ist seit 2017 Sunil Prajapati.
Nach den Wahlen 1997 hatten die 19 Sitze der Stadtverwaltung folgende Verteilung: 17 Sitze NWPP (Nepal Worker and Peasant Party), 1 Sitz NC (Nepali Congress), 1 Sitz RPP (Rashtriya Prajatantra Party). Für 2008 sind neue Wahlen angesetzt.
Bhaktapur unterhält momentan zu keiner Stadt eine Partnerschaft, steht aber seit Oktober 2007 in Verhandlungen mit der UNESCO-Welterbestadt Lijiang in der Volksrepublik China.

## Kultur und Sehenswürdigkeiten

### Musik
Mit über 150 Musikgruppen verfügt Bhaktapur über ein reiches Reservoir an Musikern, besonders an Trommlern der dhimay, einer im Kathmandu-Tal verbreiteten zweifelligen Zylindertrommel. Aber auch Spieler der Bambusquerflöte bansuri und Gesangsgruppen sind zahlreich vertreten. Als Besonderheit wird bei manchen Dapha-Gruppen der Gesang von neun verschiedenen Trommeln begleitet. Jede dieser Trommeln besitzt ein eigenes Repertoire und eine eigene Spielart. Sie werden teilweise nur von einem einzigen Spieler nacheinander gespielt.
In Bhaktapur leben auch die Mitglieder der Mahakali-pyakhan-Tanztruppen, die jedes Jahr in Kathmandu beim Indra Jatra, einem Fest am Ende der Regenzeit im September auftreten.
Regelmäßig werden Festivals traditioneller Musik veranstaltet, so beispielsweise 1990 das Festival of Traditional Music Dhin Dha Tum Tak. Traditionelle Musikinstrumente Nepals werden in einer Dauerausstellung in einer Außenstelle des Departments für Musik der Universität Kathmandu in Bhaktapur gezeigt. Diese Außenstelle, die einmalig in Asien ist, wurde 1996 eingerichtet und seitdem vom deutschen Professor für Musikethnologie Gert-Matthias Wegner geleitet. Sie bietet eine musikalische Ausbildung in Musikethnologie an. Bisher erfolgreichstes Ensemble sind die „Masterdrummers of Nepal“, die mit ihren zehn Mitgliedern bereits Touren nach Deutschland, Italien und Tschechien unternommen haben.

### Öffentliche Plätze

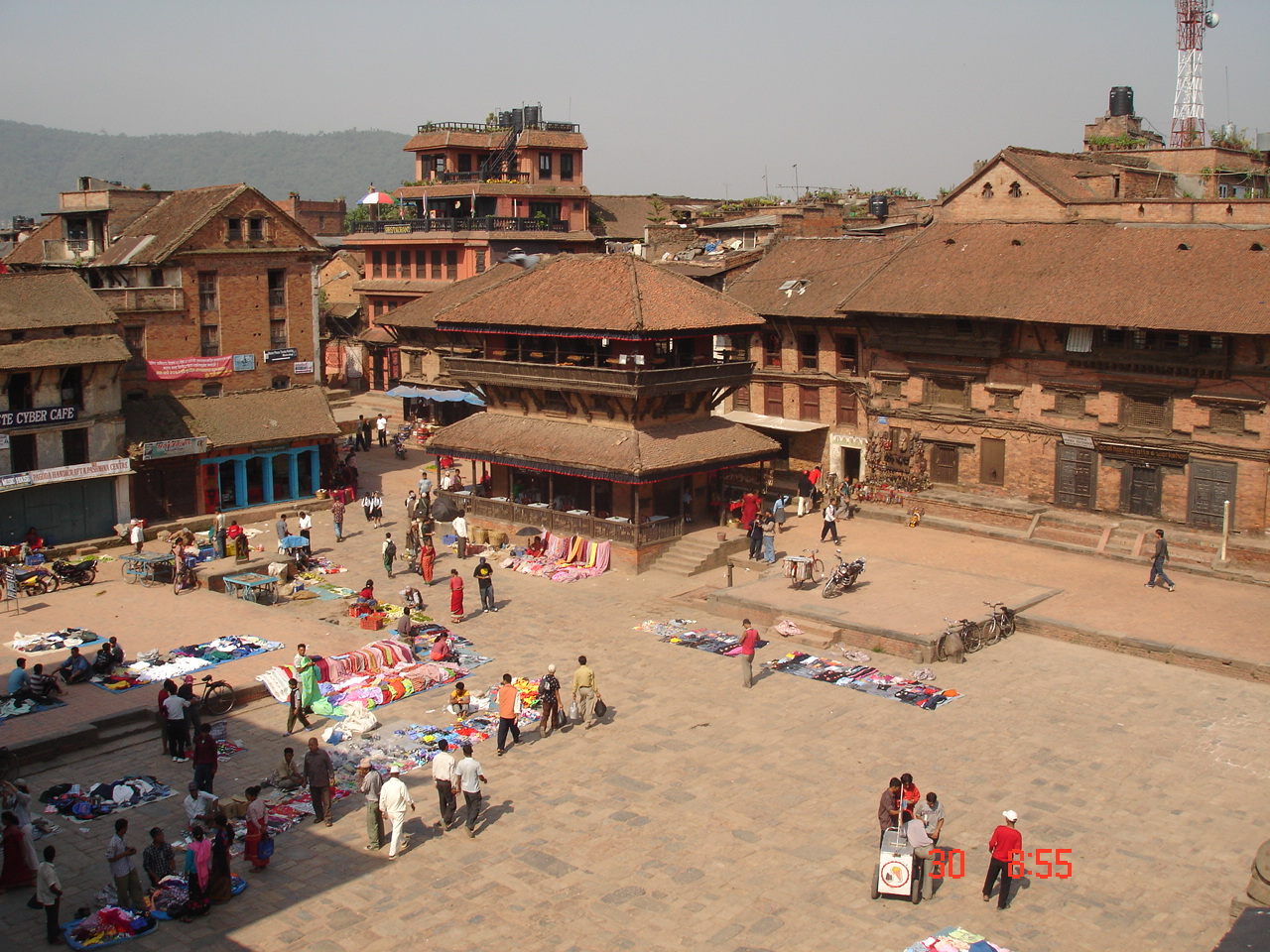
Taumadhi-Platz vom Nyatapola-Tempel aus

Der Königsplatz Lasku Dhwakha (Durbar-Platz), der Platz vor dem Palast der Malla-Herrscher, ist wohl wegen seiner politischen Bedeutungslosigkeit nach der Eroberung durch Prithvi Narayan Shah im Jahr 1768 sowie der starken Zerstörungen bei dem Erdbeben 1934 weniger prunkvoll als die Plätze in Kathmandu und Patan. Einige Tempel wurden jedoch durch deutsche Projekte der Entwicklungszusammenarbeit wiederaufgebaut. Der Platz ist für den Autoverkehr gesperrt. Südöstlich des Durbar-Platzes liegt der Taumadhi-Platz.
Der Dattatraya-Platz beherrscht die Oberstadt, im Osten Bhaktapurs. Dieser Platz mit einer Länge von 80 Metern und einer Breite von 25 Metern verläuft in Ost-West-Richtung und dürfte bereits zu Beginn der Stadtgeschichte eine zentrale Funktion gehabt haben.
Der Taumadhi-Platz bildet das Zentrum der Unterstadt im Westen. Seine Nord-Süd-Ausrichtung ist um 20 Grad nach NO-SW verschoben. Die gegenwärtige Freifläche vor dem Bhairab-Tempel ist fast quadratisch mit 40 Meter Seitenlänge. An der Südseite grenzen jedoch nur relativ neue Privathäuser den Taumadhi-Platz vom Platz um den Tilmadhava-Tempel und den Bereich Ga Hiti ab. Ohne diese Häuser wäre die gesamte Fläche etwa 130 Meter lang.
Weitere Plätze sind die beiden des Töpferviertels.

### Der Königspalast mit dem Goldenen Tor

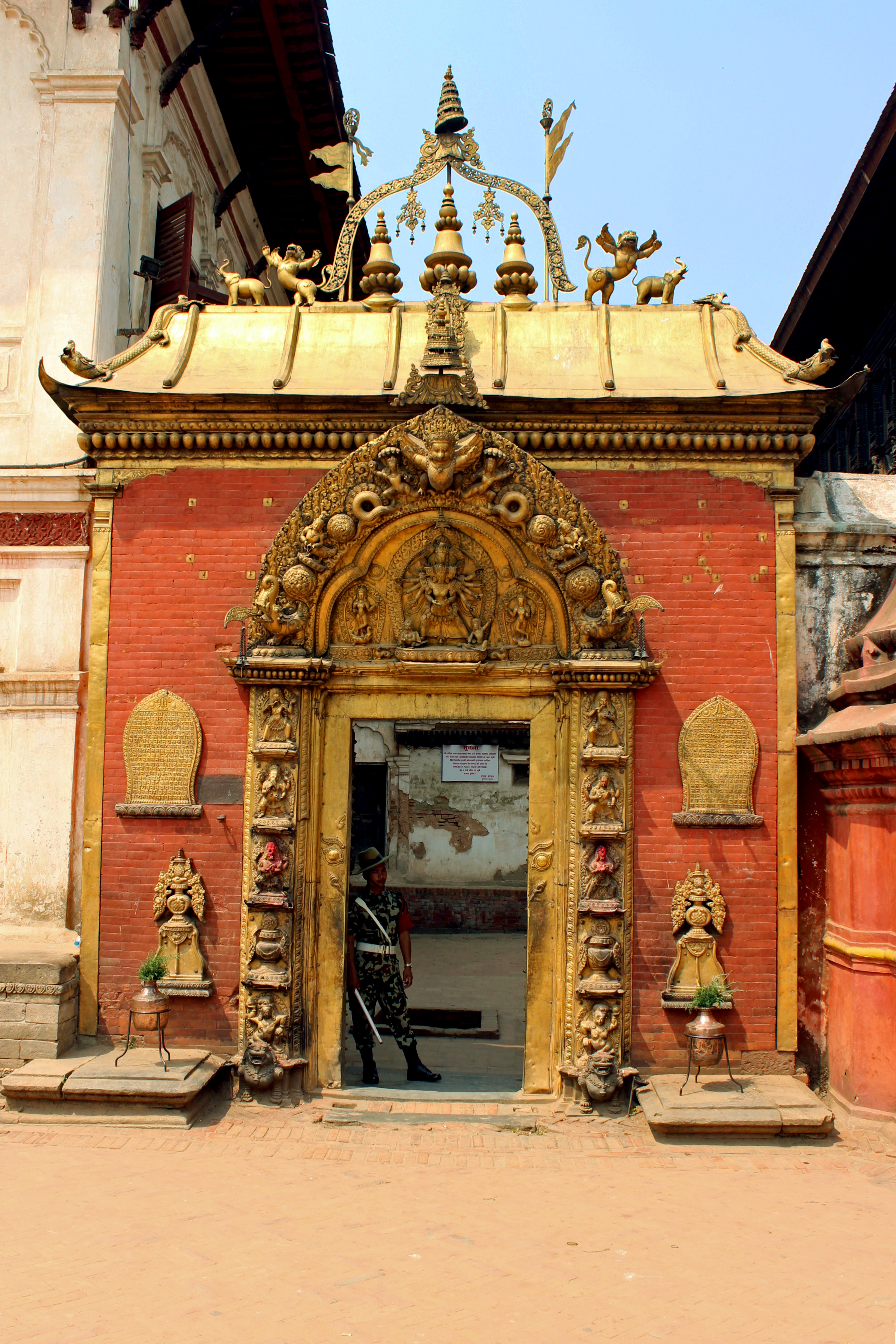
Das Goldene Tor am Königspalast

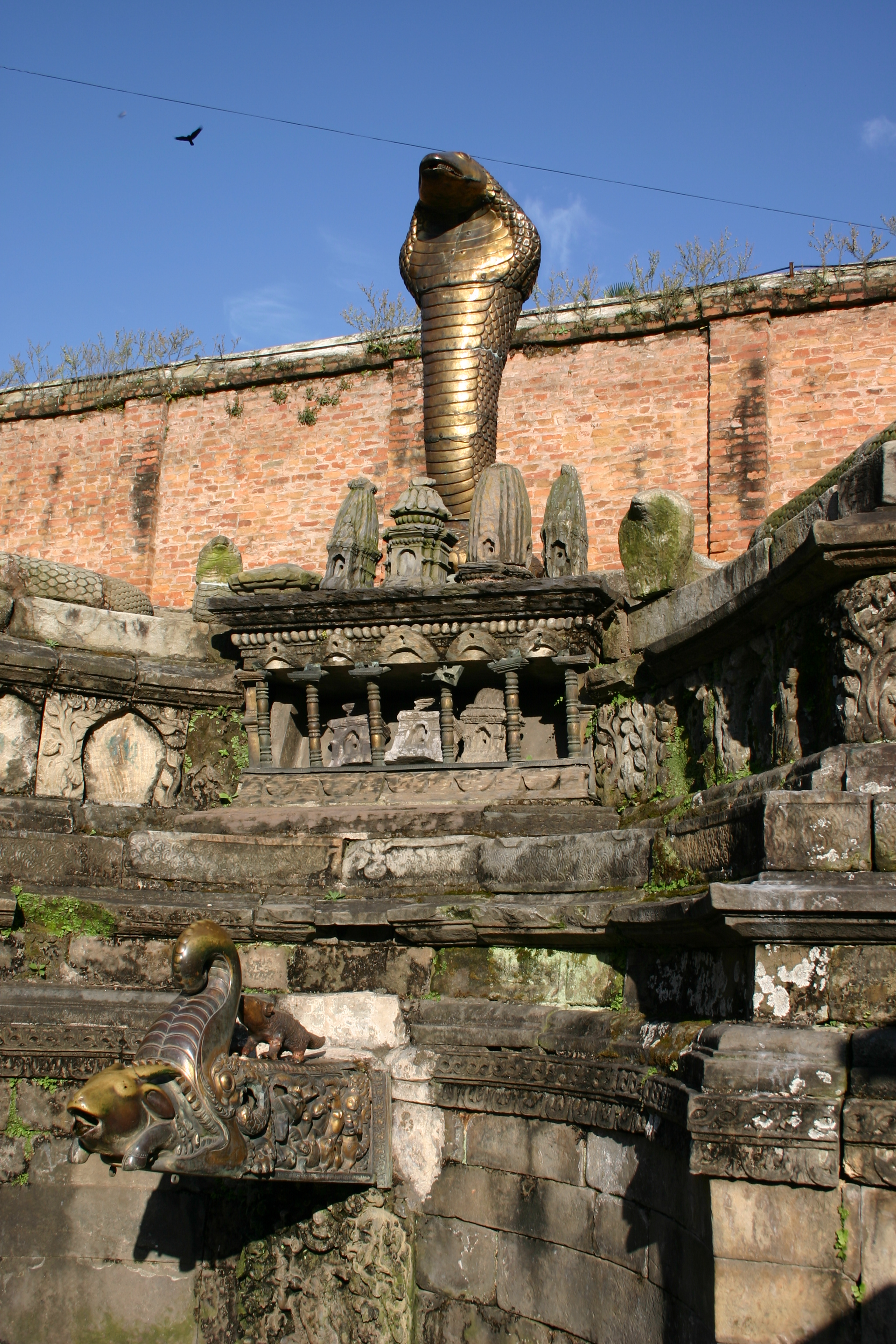
Brunnen „Nag Pokhari“ im Königspalast

Der Palast von Bhaktapur mit dem Goldenen Tor (Lu Dhawka) ist wohl der älteste Palast im Kathmandutal. Im Gegensatz zu den Palästen in Kathmandu oder Patan ist er aus einer Festungsanlage hervorgegangen. In den genannten Städten führt zudem die Hauptverkehrsstraße unmittelbar am Palast vorbei, während sie in Bhaktapur deutlich südlich davon liegt. Die Verbindung zum Taumadhi-Platz wurde erst im 18. Jahrhundert geschaffen. Das Hauptheiligtum des Palastes ist der Taleju-Schrein, der sich im Mul Chowk befindet. Bei der Flucht König Harisimhadevas vor moslemischen Truppen 1324 mit seinem Hofstaat und seiner Hausgöttin Taleju führte ihn die Göttin nach Bhaktapur. Die Wirkung der Göttin auf die Bewohner Bhaktapurs war so stark, dass sie Harisimhadeva den Palast samt der Herrschaft in der Stadt übergaben. Daraufhin errichtete Harisimhadeva für Taleju den Mul Chowk. Dieser Tempelhof war das Herzstück, vor den später andere Höfe platziert wurden, die ohne Bezug zu einem vorgelagerten Platz errichtet wurden und erst später eine Fassade vorgelegt bekamen. Die ersten sicheren Nachrichten über Bauwerke der Malla-Herrscher stammen aus dem Jahr 1435. Zunächst errichtete König Yaksha-Malla eine Zitadelle für Truppen und Waffen und Befestigungswerke um die gesamte Stadt. 1460 errichtete er auf dem Plateau vor dem Palast den Yaksheshvara-Tempel. Der Ausbau des heutigen Palastes geht hauptsächlich auf Jagatprakasha-Malla und Jitamitra-Malla zurück. Die Statue vor dem Palast von König Bhupatindra-Malla zeugt von seiner Initiative für eine architektonische Verbindung zum Taumadhi-Platz. Mit der Errichtung des Sundhoka, der Toranlage zum Mul Chowk, unter König Ranjit-Malla fand die Bautätigkeit am Palast in der Malla-Zeit ihren Abschluss. Zwischen dem Palast der 55 Fenster, der um 1700 errichtet wurde, und dem Malati Chowk im Westen befindet sich das Goldene Tor. Es besteht aus vergoldetem Kupfer und stellt ein wichtiges Beispiel nepalesischer Handwerkskunst dar. Man sieht hier die zehnarmige und vierköpfige Taleju, die Schutzgöttin der Mallas. Das Tor soll unter König Ranajit Malla 1753 in die Palastfront eingefügt worden sein. Über den sich anschließenden Steinmauern befindet sich der hölzerne Palastbalkon mit 55 kunstvoll geschnitzten Holzfenstern. In der ersten Hälfte des 19. Jahrhunderts wurde ein Teil des Hauptbaus abgerissen und stattdessen ein hoher Saalbau eingefügt. Heute ist der Palastbereich aufgrund des Erdbebens 1934 weitgehend zerstört und vermittelt nur noch entfernt eine Vorstellung vom früheren Zustand. Die Hauptfront wurde zwar wiederhergestellt, aber im Inneren fehlen ganze Hofkomplexe, so dass heute ein Eindruck von platzartiger Weite entsteht.

### Tempelanlagen
Die Tempelanlagen der Stadt Bhaktapur umfassen über 170 Einzeltempel. Bei den folgenden besonders markanten Bauwerken handelt es sich infolgedessen nur um eine geringe Auswahl.

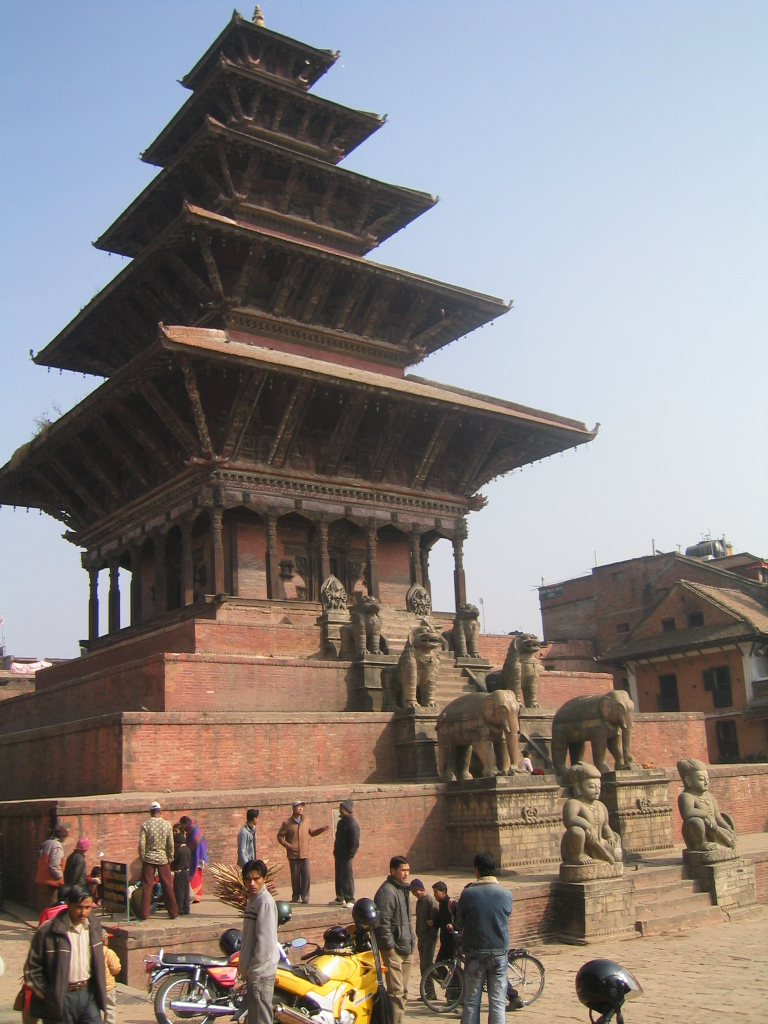
Die Nyatapola-Pagode am Taumadhi-Platz

Der Nyatapola-Tempel (nyata ‚fünfstöckig‘; pola ‚Stufen‘), der höchste Tempel des Kathmandutals, befindet sich auf dem Taumadi-Platz und ist der Gottheit Lakshmi geweiht. Der 30 Meter hohe fünfstöckige Tempel wurde 1708 fertiggestellt und überstand aufgrund seiner Bauweise das große Erdbeben von 1934.
Die Pagode steht auf einem abgestuften Sockel mit fünf Terrassen. Die Treppe, die diesen Sockel hinaufführt, wird auf jeder Etage von einem anderen Figurenpaar flankiert. Im Tempelinneren befindet sich eine Statue der Gottheit Siddhilakshmi Bhavani, der größten und mächtigsten tantrischen Gottheit. Deshalb wird der Nyatapola-Tempel auch als Tempel der Schrecklichen bezeichnet. Seit 1979 steht er auf der Welterbeliste der UNESCO.

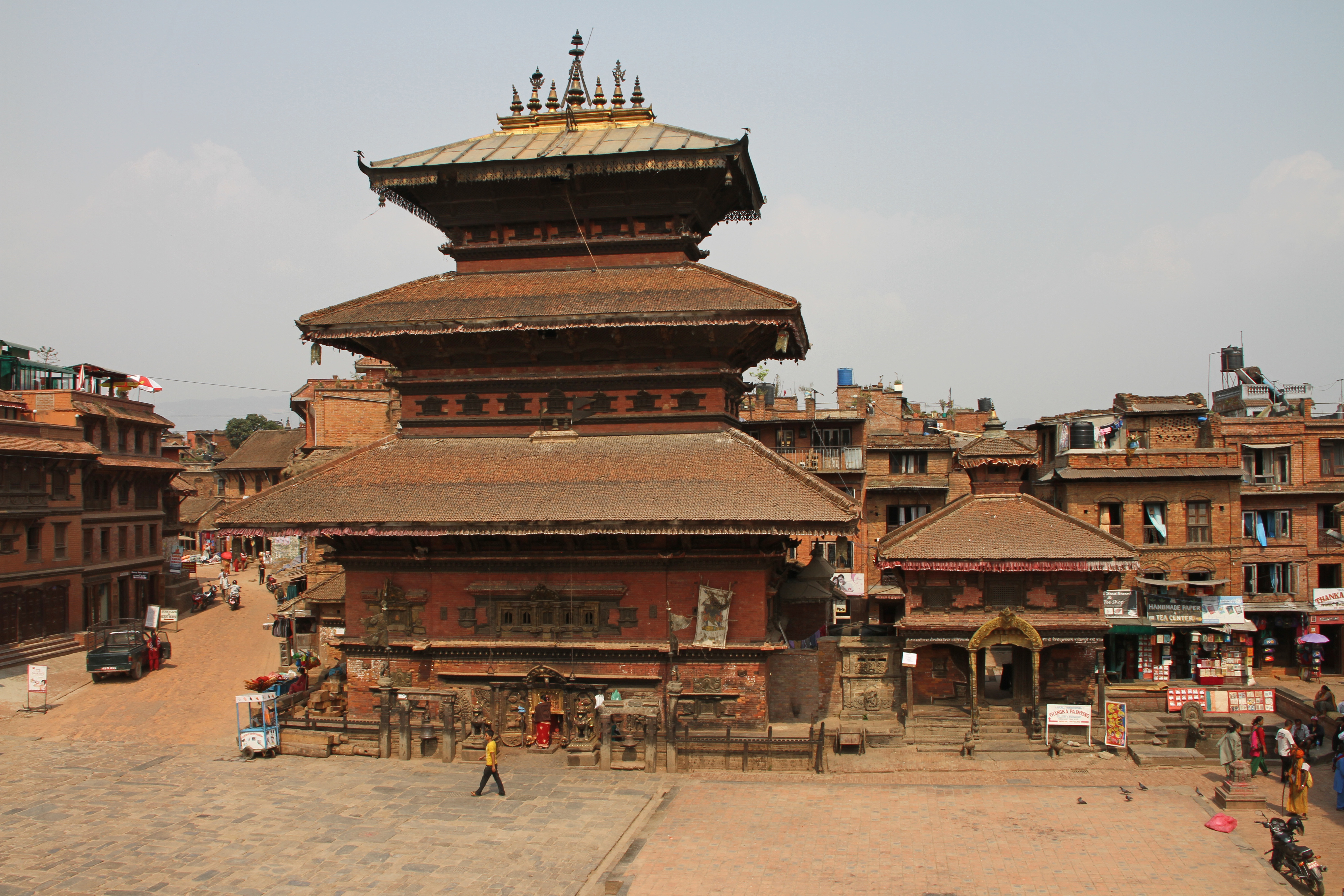
Bhairavnath-Tempel

Der Bhairavnath-Tempel ist Bhairava geweiht, einer Form von Shiva. Bereits um 1600 stand an dieser Stelle ein dieser Gottheit geweihter Tempel. Im Gegensatz zum Nyatapola-Tempel hat der Bhairavnath-Tempel einen längsrechteckigen Grundriss. Dass sich weiterhin das Kultbild nicht, wie sonst üblich, auf der Ebene des Eingangs, sondern in einem oberen Stockwerk befindet, deutet darauf hin, dass der Bhairava-Tempel seinen Ursprung in einem städtischen Wohnhaus hat. Dies würde auch erklären, dass der Bau keine Art von Sockel aufweist, der sonst Basis jedes nepalesischen Tempels ist. Der zunächst einstöckig gebaute Tempel wurde um 1718 wohl aus kultischen Gründen um zwei Stockwerke erweitert.
Der Dattatraya-Tempel (Datta ‚Götter‘; traya ‚drei‘) wurde 1427 unter der Herrschaft Yaksha Mallas (1428–1482) errichtet und ist den drei hinduistischen Hauptgottheiten Vishnu, Shiva und Brahma geweiht. Er soll aus dem Stamm eines einzigen Baumes errichtet worden sein. 1458 wurde er auf Befehl König Vishwa Mallas (1547–1560) teilweise erneuert. Er ist ein mächtiger dreigeschossiger Bau von archaischem, im Kathmandutal sonst ungewöhnlichen Typus. 1860 wurde im Westen ein Vorbau angefügt, ebenso zwei Ringergestalten Jai Malla und Patta. Der vom Dattatraya-Tempel beherrschte Platz Tachapal Tole hat seine Gestalt, im Gegensatz zum Palastbezirk, noch weitgehend bewahrt.
Der Nava-Durga-Tempel ist das wichtigste Heiligtum der Neun Durgas, der Muttergottheiten Bhaktapurs. An den zweigeschossigen breitgelagerten Trakt schließt sich ein umbauter Hof an. Der Vakupati-Narayana-Tempel ist ein kleiner zweigeschossiger Vishnu-Tempel von 1638, der eine Garuda-Säule von 1408 und berühmte Metallarbeiten enthält.
Der Chandi-Bhagavati-Schrein ist ein kleines neueres Heiligtum mit einem Relief des 14. Jahrhunderts, auf dem Durga (Bhagavati) die beiden Dämonen Chandi und Munda tötet.
Der archaische Dattatreya-Tempel, ein mächtiger dreigeschossiger Bau, ist ein im Kathmandutal sonst eher ungewöhnlicher Typus. Weitere große Tempel sind der Vatsala-Tempel, der Yaksheshvara-Tempel, der Dvarikanath-Tempel, der Changu-Tempel, der Bishnu-Bir-Tempel, der Bode-Tempel, der Bode-Bihar-Tempel, der Chode-Ganesh-Tempel und der Dachhin-Barah-Tempel.

### Museen

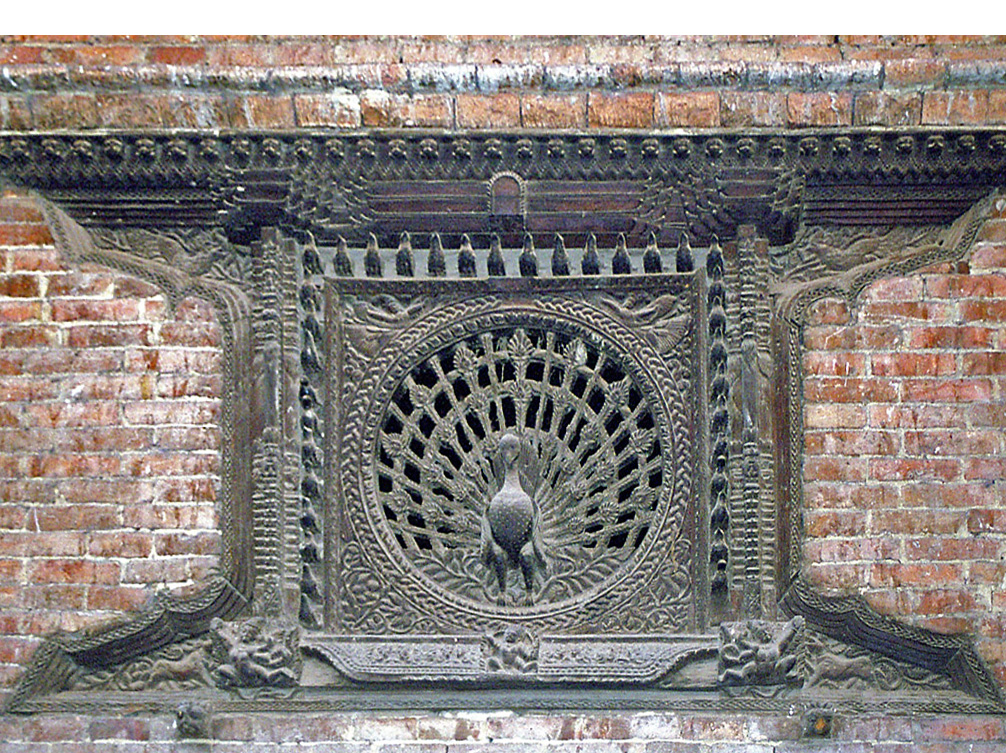
Pfauenfenster

Die Nationale Kunstgalerie wurde 1960 eingerichtet und befindet sich am Durbar-Platz. Sie besitzt eine große Sammlung antiker Thangka-Malereien und die verschiedensten klassischen und mittelalterlichen Meisterstücke aus Holz, Stein und Metall. Das Gebäude selbst ist ein alter Malla-Palast, der noch eine große Menge der originalen Wandmalereien aus der Malla-Zeit enthält.
Das Museum für Holzschnitzerei befindet sich im Pujari Math, einem Gebäude aus dem 19. Jahrhundert mit vielen reichen und detaillierten Holzschnitzereien an Türen und Fenstern. Besonders hervorzuheben ist das sogenannte Pfauenfenster in der Gasse an der Ostseite, südöstlich des Taumadhi-Platzes. Die Ausstellung selbst zeigt viele Holzgegenstände in ihrer Stilentwicklung.
Das Bronze- und Messing-Museum befindet sich gegenüber dem Museum für Holzschnitzerei. In der Ausstellung werden verschiedene Metallarbeiten für Zeremonien, aber auch metallene Haushaltswaren gezeigt. Die Sammlung umfasst rituelle Lampen, traditionelle Hängelampen, Krüge für Zeremonien, Wassergefäße, Kochtöpfe, Ölgefäße, Farbtöpfe u. ä. aus dem Mittelalter.

## Veranstaltungen und Feste

### Religiöse Feste und Zeremonien
In Bhaktapur wird jedes Jahr eine große Anzahl von Festen veranstaltet, deren bekannteste das Bisket Jatra und Gai Jatra sind. Über 150 Musikgruppen und mehr als 100 Kulturgruppen ermöglichen in Bhaktapur ein vielschichtiges, kulturelles Leben. Im Januar/Februar findet Basanta Panchami statt, bei dem man Sarasvati verehrt, die Gottheit der Kunst und Wissenschaft. Im Februar feiern Sherpas und Tibeter mit Losar den Übergang ins Neue Jahr. Im März ist Holi, das Fest der Farben. Das Fest selbst dauert nur einen Tag, die Vorbereitungen beginnen aber schon sieben Tage vorher. Farbpulver wird mit Wasser vermischt und in Ballons gefüllt. Diese werden geworfen und geben beim Platzen ihren farbigen Inhalt über der Kleidung des Getroffenen frei.

### Der allgemeine Prozessionsweg
Der Pradakshina ist im Hinduismus eine Prozession, bei der bestimmte Orte in festgelegter Reihenfolge aufgesucht werden, um die räumlich getrennten Orte durch das Ritual zu verbinden. Die hinduistischen Prozessionen folgen in Bhaktapur einem festgelegten Weg, der in seiner Form und Reihenfolge Hinweise auf die topographische Stadtentwicklung zulässt. Dabei ziehen die Prozessionen im Uhrzeigersinn durch die Stadt, wobei kreisförmig zunächst die Hauptstraße in Ost-West-Richtung begangen wird, gefolgt vom Durbar-Platz und den nördlichen Stadtteilen bis zum Dattatreya-Platz. Dabei werden alle rituell eigenständigen Tols durchquert (vgl. Stadtgliederung). Die ringförmigen Prozessionen durch die gesamte Stadt finden nur zum Neujahrsbeginn (Bisket) und am Totengedenktag (Gai Jatra) statt.

### Das Wagenfest Bisket Jatra

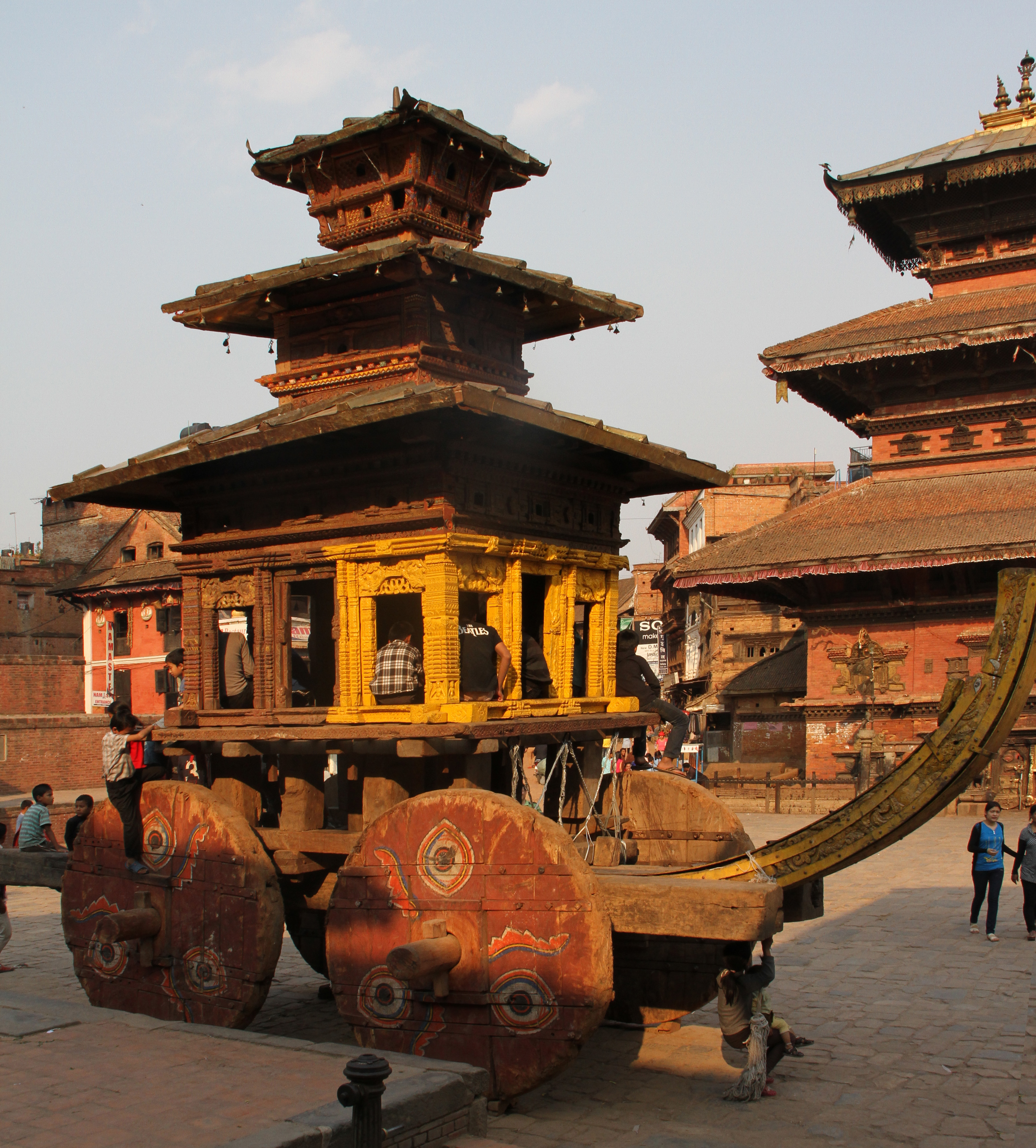
Prozessionswagen (Ratha), 2013

Das wichtigste Fest ist Bisket Jatra, das Wagenfest. Es wird am 28. Chaitra (März/April) und 5. Baisak (April/Mai) gefeiert und wurde von Jagajjyotri Malla (1613–1637) eingeführt. Der hölzerne Wagen des Bhairava wird heute auf dem Taumadhi-Platz zusammengesetzt. Ursprünglich geschah der Aufbau vor dem Shiva-Tempel auf dem Khauma-Platz, der das architektonische Vorbild des Prozessionswagens war. Doch der Einsturz des Tempels und der Bau eines Tores führten zur Verlagerung des Wagenbauplatzes. Das Fest selbst ist eine Art Wettkampf zwischen den Bewohnern der Ober- und der Unterstadt. Angehörige beider Stadtteile ziehen an langen Seilen, die vorn und hinten am Prozessionswagen angebracht sind, in entgegengesetzte Richtungen. Bei dem Fest wird der drei Stockwerke hohe Wagen, der starre Achsen hat, so durch die Straßen navigiert, dass er bestimmte Orte innerhalb der Stadt erreichen kann. Am ersten und letzten Tag jedoch wird von beiden Seiten wettkampfmäßig gezogen und versucht, den Wagen auf der Hauptstraße möglichst weit in die Ober- oder Unterstadt zu ziehen.

### Panchadana
Bei der Prozession zum buddhistischen Panchadana-Fest werden fünf Buddha-Statuen durch die Stadt getragen. Mitglieder der Guthis, Landstiftungen mit religiösen Aufgaben, tragen die hohlen Figuren jeweils bis zur nächsten Station. An festgelegten Orten werden die Buddhas von den Einwohnern der umliegenden Häuser empfangen, indem ihnen die Füße gewaschen, Lampen entzündet und Opfergaben überreicht werden. In einigen Innenhöfen sind an diesem Tag auch die Hausbuddhas und Thangkas ausgestellt. Der Zug der Buddhas ist anders als die allgemeinen Prozessionsrouten. Er beginnt beim ältesten Kloster im Osten und sucht alle buddhistischen Klöster und Stupas in Ost-West-Richtung auf. Da die Reihenfolge durch das Alter und die Bedeutung der Klöster bestimmt wird, ergibt das einen sehr verschlungenen Weg durch die Oberstadt. Am Übergang von der Ober- zur Unterstadt werden die Buddhas verabschiedet und anschließend zieht die Prozession weiter durch die Unterstadt. In der Unterstadt folgt die Lage der Klöster zwar dem regulären Prozessionsweg, aber in umgekehrter Reihenfolge (entgegengesetzt zum Uhrzeiger). Beim Erreichen der Oberstadt wird das Fest mit einer Abschiedszeremonie beendet.

### Indra Jatra und Bhairab Nath
Das Indra-Jatra-Fest beginnt am Dyochen (Gemeindehaus eines Stadtteils mit Kultbild) des Khauma-Platzes. Die Statue der Göttin Indrayani wird dabei auf einer Trage in einer Prozession durch die Stadt getragen. Am ersten Tag des Vollmondtages im Monat Bhadra folgt sie dem Prozessionsweg durch die Unterstadt. Dann übernachtet sie am Siddha Pokhari und besucht am zweiten Tag die Oberstadt, wobei sie der allgemeinen Prozessionsroute folgt. Am Ende kommt sie wieder in ihren Dyochen an.
Das Bhairab Nath findet gleichzeitig mit den Feiern zum Totentag (Gai Jatra) statt. Die Prozession beginnt am Taumadhi-Platz am Tempel des Gottes Bhairab und führt am ersten Tag durch die Unterstadt. Am zweiten Tag folgt die Prozession, die sich weitgehend am üblichen Prozessionsweg orientiert, durch die Oberstadt.

### Bestattungswesen und der Ahnenkult Gai Jatra
Im hinduistischen Totenritual wird die gesellschaftliche Bindung in der Großfamilie zur räumlichen Umwelt dargestellt. Dabei umfassen Opfer- und Reinigungszeremonien das einzelne Haus, den Stadtteil, die Stadt oder das Land. Nahezu in allen Festen sind Elemente des Ahnenkultes enthalten. Am Flusslauf des Hanumante gibt es mehrere zentrale Verbrennungsplätze (Ghats). Am Wari Ghat finden die Reinigungszeremonien statt, am Pari Ghat die Sterberiten der Bevölkerung der umliegenden Dörfer. Der Dubenkegu Ghat ist der Sterbeort für die Einwohner Bhaktapurs, die nicht im Haus sterben, denn im Hinduismus gilt das Sterben an einem heiligen Fluss als günstiger Ausgangspunkt für die Seelenwanderung. Eine besondere Bedeutung kommt innerhalb des Ahnenkultes den sogenannten Dewalisteinen zu.
Die sechs muslimischen Familien verfügen über einen eigenen kleinen Friedhof.

## Infrastruktur und Wirtschaft

### Telekommunikation und allgemeine Infrastruktur
In Bhaktapur sind 4000 Haushalte an das Telefonnetz angeschlossen. Die Straßen werden von 95 Straßenlampen erhellt und es gibt ein Postgebäude.
Es stehen sieben öffentliche Toiletten, drei Banken und sechs Geldwechselstellen zur Verfügung.

### Verkehr

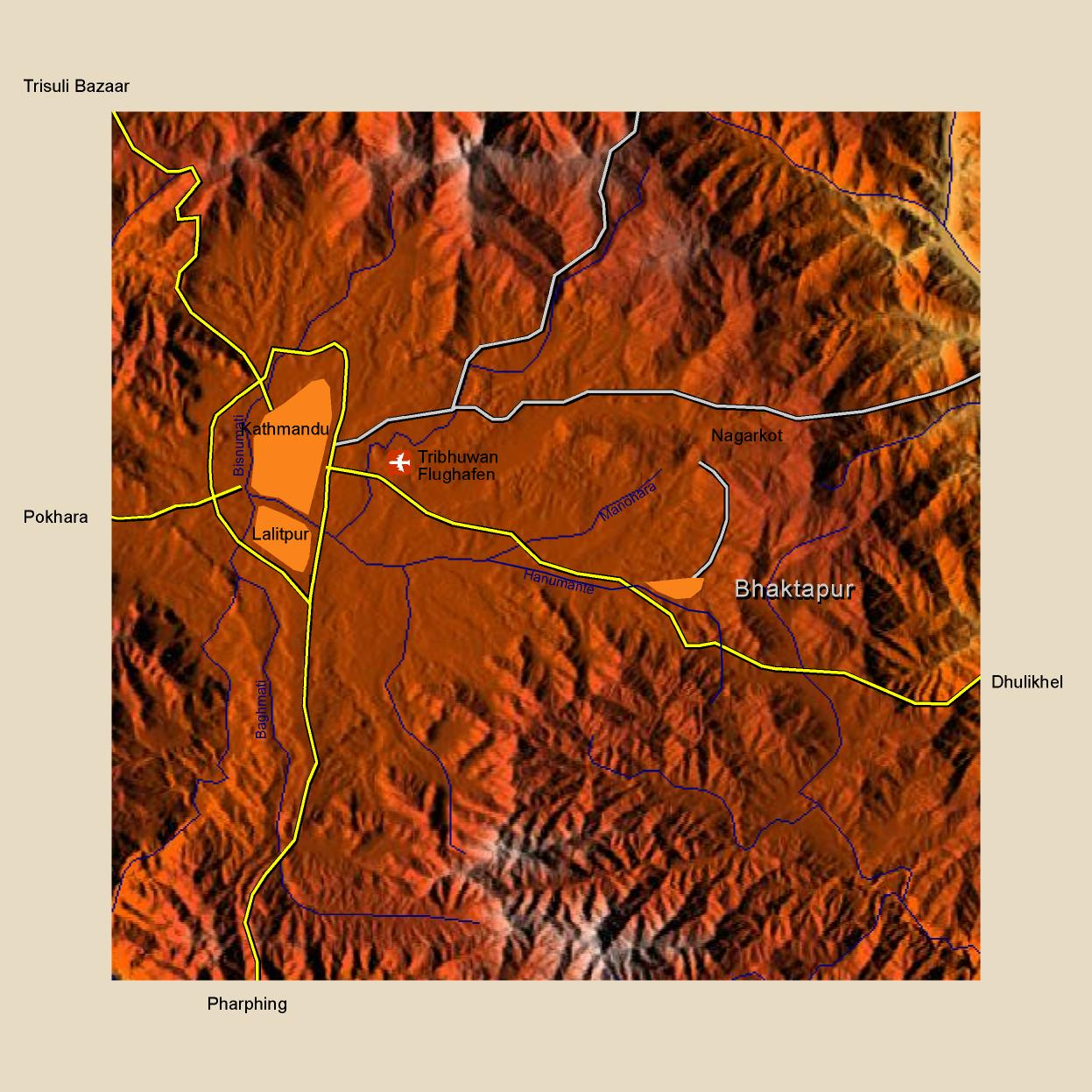
Reliefkarte des Kathmandutales mit der Lage der drei Königsstädte (Straßen nur symbolhaft dargestellt)

Bhaktapur liegt am Araniko Highway, der Hauptverkehrsstraße von Kathmandu zur Brücke der sino-nepalesischen Freundschaft an der Grenze zu Tibet. Während dieser in Richtung Kathmandu bis Bhaktapur mit japanischer Hilfe vierspurig ausgebaut ist, befindet er sich im Verlauf bis zur chinesischen Grenze in schlechtem Zustand und ist aufgrund von Erdrutschen bisweilen nicht befahrbar. Zwei Straßen führen von Bhaktapur nach Norden und Nordosten, eine nach Changu Narayan und eine zweite nach Nagarkot.
Die Innenstadt von Bhaktapur ist, im Gegensatz zu Kathmandu, stark verkehrsberuhigt; außer Versorgungsfahrzeugen fahren nur wenige Autos. Leider gilt dies nicht für die große Zahl an Motorrädern, die auch in den kleinsten Gassen mit erheblicher Lärmproduktion unterwegs sind. Dennoch ist die Lärmbelastung deutlich geringer als in Kathmandu. Dies gilt jedoch nicht für die Luftverschmutzung (insbesondere die Feinstaubbelastung), die in Bhaktapur zumindest zeitweilig sogar höher ist als in Kathmandu.
Der Betrieb des 1975 eröffneten Oberleitungsbus Kathmandu zwischen Koteswor (Kathmandu) und Bhaktapur wurde eingestellt. Fünf von ehemals 32 chinesischen Trolleybussen verkehrten zuletzt noch auf der von 13 auf fünf Kilometer verkürzten Linie mit drei Kursen im 20- bis 25-Minuten-Takt. Früher wurden die Stationen alle sechs Minuten bedient.
Etwa 10 Kilometer westlich von Bhaktapur liegt der Tribhuvan International Airport, der einzige internationale Flughafen in Nepal.

### Landwirtschaft und Industrie

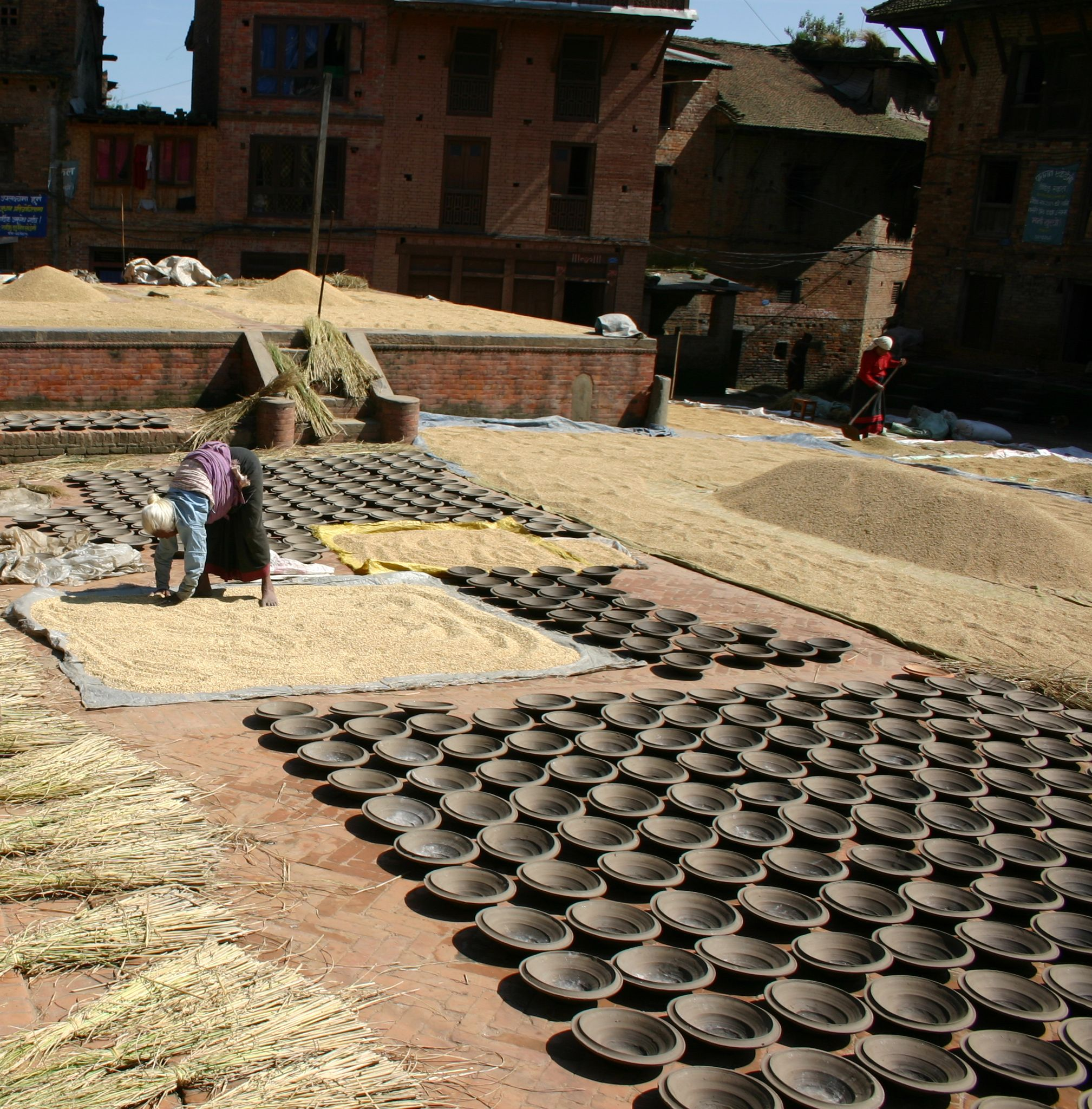
Trocknung von Reis am Töpfermarkt

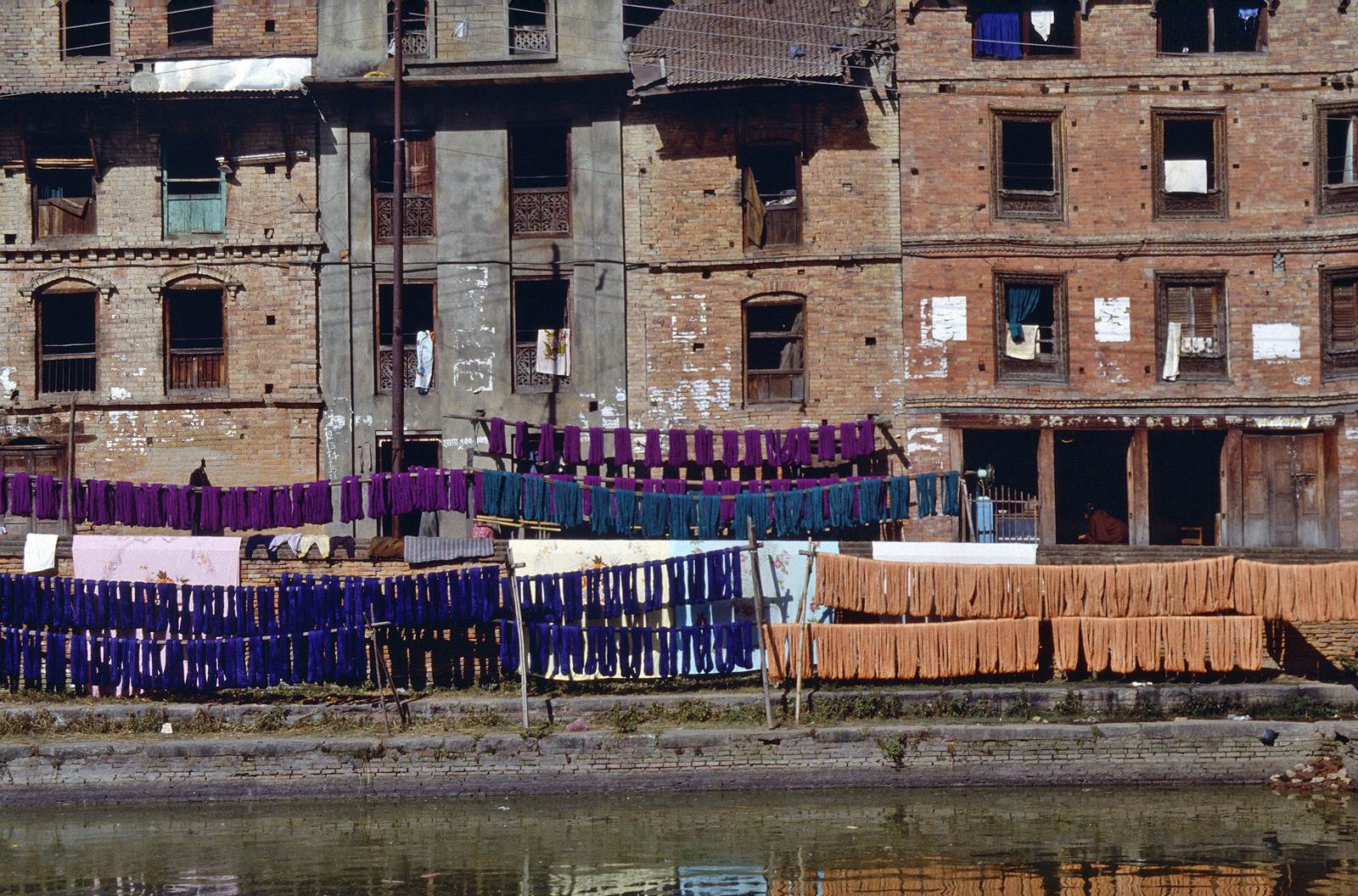
Gefärbte Textilien beim Trocknen am Nag Pokhari

Der Anteil der weiblichen (29.191) und männlichen (29.534) arbeitsfähigen Bevölkerung ist etwa gleich groß. Insgesamt werden von den 58.726 Männern und Frauen etwa 43 Prozent als ohne Arbeit eingestuft. Der Anteil der arbeitslosen Männer ist mit 30,4 Prozent deutlich niedriger als jener der Frauen mit 55,7 Prozent.
Gegenwärtig sind 60 Prozent der Einwohner Bhaktapurs in der Landwirtschaft tätig. Anfang der 1980er Jahre waren es noch 82 Prozent, doch sinkt die Zahl deutlich langsamer als beispielsweise in Kathmandu. Seit der Einrichtung des ersten Gewerbegebiets in Kathmandu 1950 wurden auch in Bhaktapur Schritte in Richtung einer Industrialisierung versucht. Als Voraussetzung dafür wurde das Khwopa Engineering College eingerichtet, das vier bis fünf Jahre dauernde Studiengänge in verschiedenen Ingenieursfächern (Erdbebentechnik, Bauingenieurwesen, Stadtentwicklung, Elektrotechnik, Informatik, Architektur) anbietet.
Die traditionelle Herstellung von Textilien, besonders Baumwollstoffen, hat sich mittlerweile zur industriellen Produktion entwickelt. Im Industrie-Distrikt von Bhaktapur produzieren mehrere große Firmen, beispielsweise die 1995 gegründete Firma Ishan Textile mit 30 Industrie- und 100 Handwebstühlen und 200 Mitarbeitern oder die Firma Bhaktapur Dyeing mit 50 Mitarbeitern. Weitere Unternehmen in diesem Bereich sind die Kriti Textile Industries, Nepo Industries, Sambridhi Textile oder Shivababa Textile. Größter Produzent handgewobener Woll- und Baumwolltextilien ist die Bhaktapur Traditional Cotton Textile mit 285 Mitarbeitern.
Ebenfalls industrielle Dimensionen hat die Produktion von Ziegelsteinen angenommen. Beispielsweise produziert die 1964 mit chinesischer Hilfe errichtete Bhaktapur Brick Factory, die seit 1975 selbstständig ist, mit ihren etwa 100 Mitarbeitern jährlich zwischen 6 und 18 Mio. Ziegelsteine in unterschiedlichen Qualitätsstufen.

### Handwerke
In der newarischen Kastenhierarchie gehören die Bauhandwerker (Maurer, Steinmetze, Zimmerleute) zur oberen Mittelschicht und die Töpfer, Schmiede und Bildermaler zur unteren Mittelschicht. Dagegen sind die Färber, Schneider, Gerber, Trommelmacher und Musiker unrein und zählen zur Unterschicht.

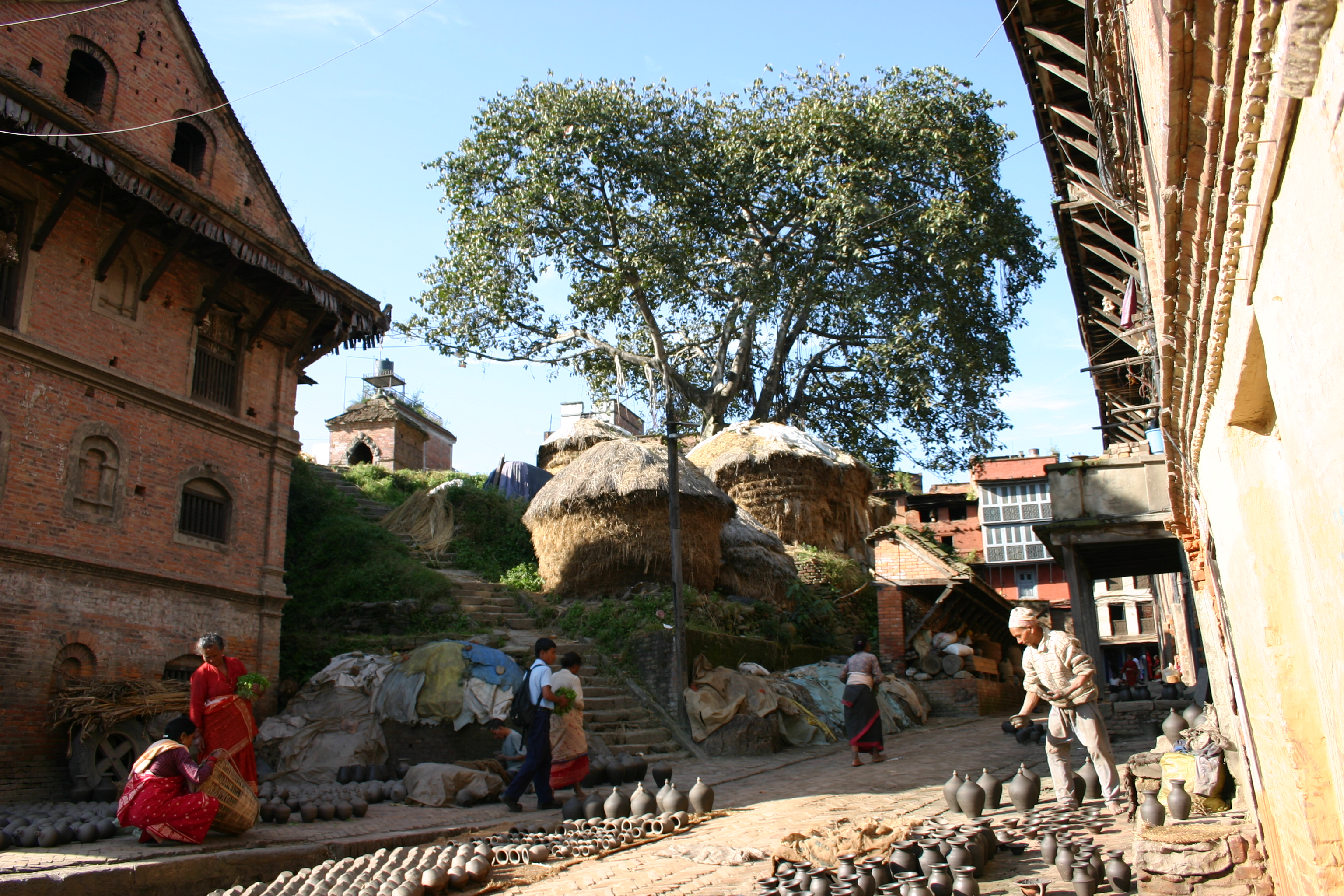
Töpferhandwerk in Bhaktapur

Die Töpfer geben ihre Kenntnisse vom Vater an den Sohn weiter. Nach der Ernte wird auf den Reisfeldern der Ton gewonnen. Mit Hilfe eines Schulterjochs, an dem zwei Körbe hängen, wird der Lehm transportiert. Drei Arten Erde benötigt der Töpfer, um verarbeitbaren Ton herzustellen. Zu drei Viertel besteht er aus weißer Erde, die an der Basis des Hügels Boday gewonnen wird. Das letzte Viertel setzt sich aus roter Erde und schwarzer Erde zusammen. Die gesammelten Erden werden im Erdgeschoss des Hauses aufbewahrt. Wird Lehm benötigt, knetet ihn der Töpfer mit den Füßen auf dem Boden. Mit Wasser und Sand mischt er so lange, bis die gewünschte Konsistenz erreicht wird. Um Tonwaren herzustellen, werden zwei Techniken angewandt. Die Bearbeitung auf der Töpferscheibe oder mit dem Modellierhammer. Die Töpferscheibe aus Hartholz wird nach dem Schwungradprinzip mit einem Holzstock in Drehung versetzt und dann die Töpfe geformt. Fertige Tonwaren werden zwei bis fünf Tage in der Sonne getrocknet. Manche werden mit rotem oder gelbem Lehmwasser eingerieben. Zum Brennen werden die Tonwaren in eine große Mulde gelegt, mit Reisstroh bedeckt und mit Sand zugedeckt. Kleine Luftlöcher ermöglichen einen drei bis vier Tage dauernden Brand. Da die Waren unter 1200 °C gebrannt werden, bleiben sie porös und erhalten keine Glasur.

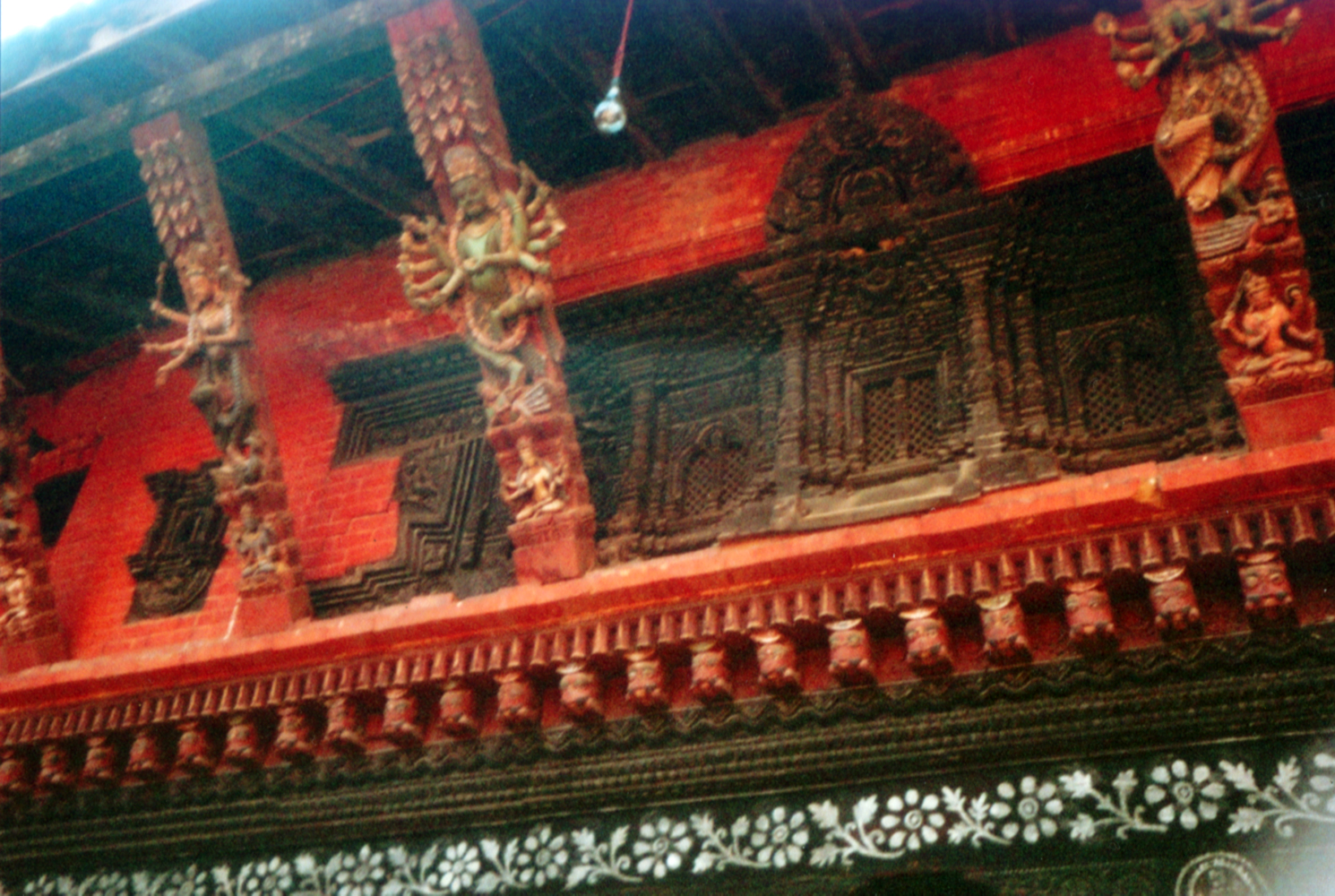
Schnitzhandwerk

Viele traditionelle Techniken konnten die Zimmerleute bis heute bewahren. Die größten Leistungen brachte das Schnitzhandwerk während der Malla-Zeit hervor. Die prachtvollen Fenster, kunstvollen Erkeranlagen, reich verzierten Türen und reliefartigen Dachstützen zeugen bis heute von der einst hoch entwickelten Kunst. Das reiche traditionelle Wissen geriet durch die Betonbauweise in Bedrängnis, wird aber im Zuge von Restaurierung und Erneuerung wieder vermehrt angewendet. Die geschnitzten Produkte trafen den Geschmack von Touristen und wurden zunehmend nachgefragt. Das Handwerk der Holzschnitzerei hat sich daraufhin so stark entwickelt, dass es an der internationalen Weltausstellung Expo 2000 in Hannover teilnehmen konnte.
Ein Handwerk, das sich in den letzten Jahrzehnten wieder stark entwickelt hat, ist die Produktion von handgeschöpften Papieren. Zwar hat diese Form der Papierherstellung in Nepal schon seit eintausend Jahren Tradition, aber die Konkurrenz durch maschinell gefertigte Papiere seit der Marktöffnung 1959 ließ das ursprüngliche Handwerk fast aussterben. Die wieder aufgelebte Nachfrage nach handgeschöpften Papieren führte 1981 zur Gründung von Bhaktapur Craft Paper (BCP) durch UNICEF Nepal und die nepalesische Regierung. Seit 1995 ist die BCP wirtschaftlich selbstständig.
Auch die Thangka-Malerei kann in Bhaktapur auf eine lange Tradition zurückblicken. Das 1973 eingerichtete Lama Thangka Centre bietet in einer angeschlossenen Schule die Möglichkeit einer Ausbildung zum traditionellen Thangka-Maler.

### Tourismus
Ungefähr 200.000 Touristen besuchen die Stadt jedes Jahr. An einzelnen Tagen können es bis zu 1200 sein, und die Wachstumsrate der Besucherzahlen liegt bei 15 Prozent. Von den Eintrittsgeldern (1993: 1 US-Dollar, 1995: 5 US-Dollar, 2001: 10 US-Dollar, 2012: 15 US-Dollar) zahlt die Stadt die Erhaltung der 172 Tempelanlagen, 256 Innenhöfe, 77 steinerne Wasserspender, 152 Brunnen, 36 künstliche Teiche, 37 Sattals (zweigeschossige, nach vorn offene Versammlungsgebäude) und 19 Maths (Lehrgebäude des Hinduismus). Das Kino „Barahi Movies“ führt in vier Sälen Filme vor. Bhaktapur hat elf Hotels mit insgesamt 231 Betten in 130 Räumen. Durchschnittlich 22.000 Besucher übernachten pro Jahr in der Stadt. Die durchschnittliche Verweildauer liegt bei zwei Nächten. Für die Versorgung der Gäste stehen acht Cafés und fünf Restaurants mit insgesamt 495 Sitzplätzen zur Verfügung. Kunsterzeugnisse und Töpferwaren werden in 225 Souvenirläden verkauft. Der überwiegende Teil (77 %) der Besucher von Bhaktapur sind Tagestouristen, die nur für einige Stunden in der Stadt verweilen. Nur 6,5 % übernachten in Bhaktapur für eine Nacht, etwa 8 % für eine Woche und 8,5 % für mehr als eine Woche. Über 68 % der Touristen gelangen im Rahmen von Gruppenreisen nach Bhaktapur.

### Wasserversorgung

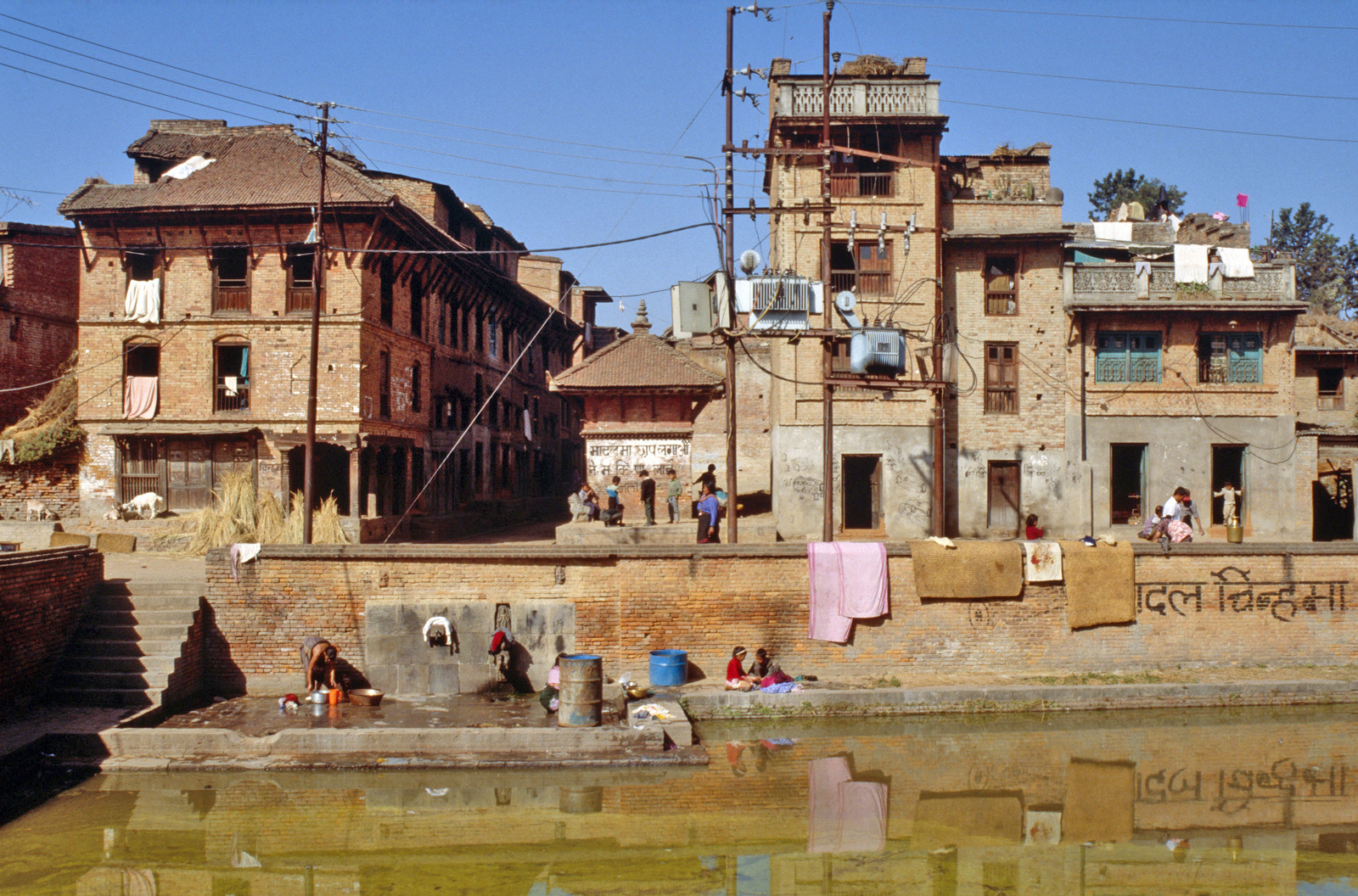
Salan Ganesh Pokhari

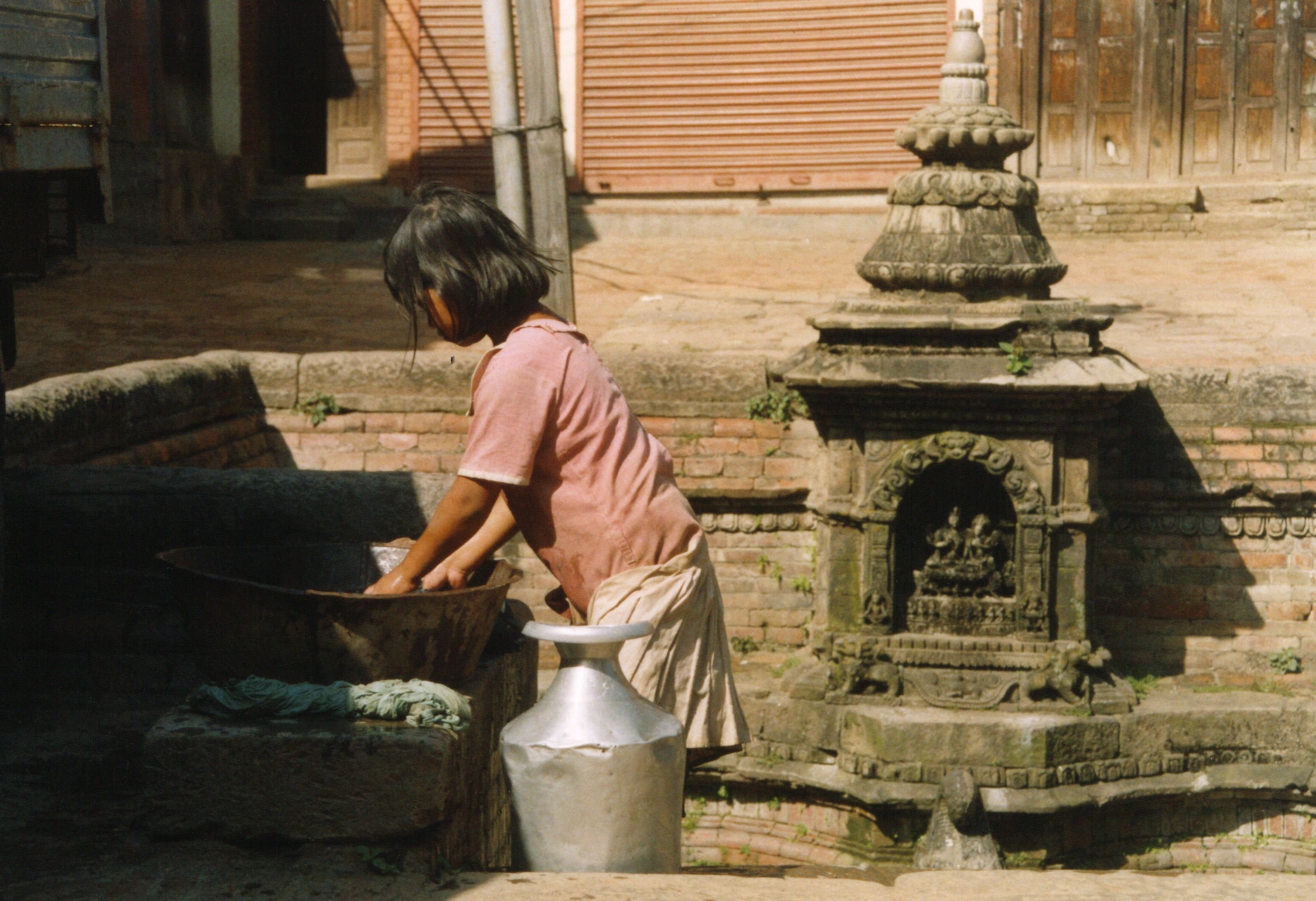
Brunnenanlage im Zentrum von Bhaktapur

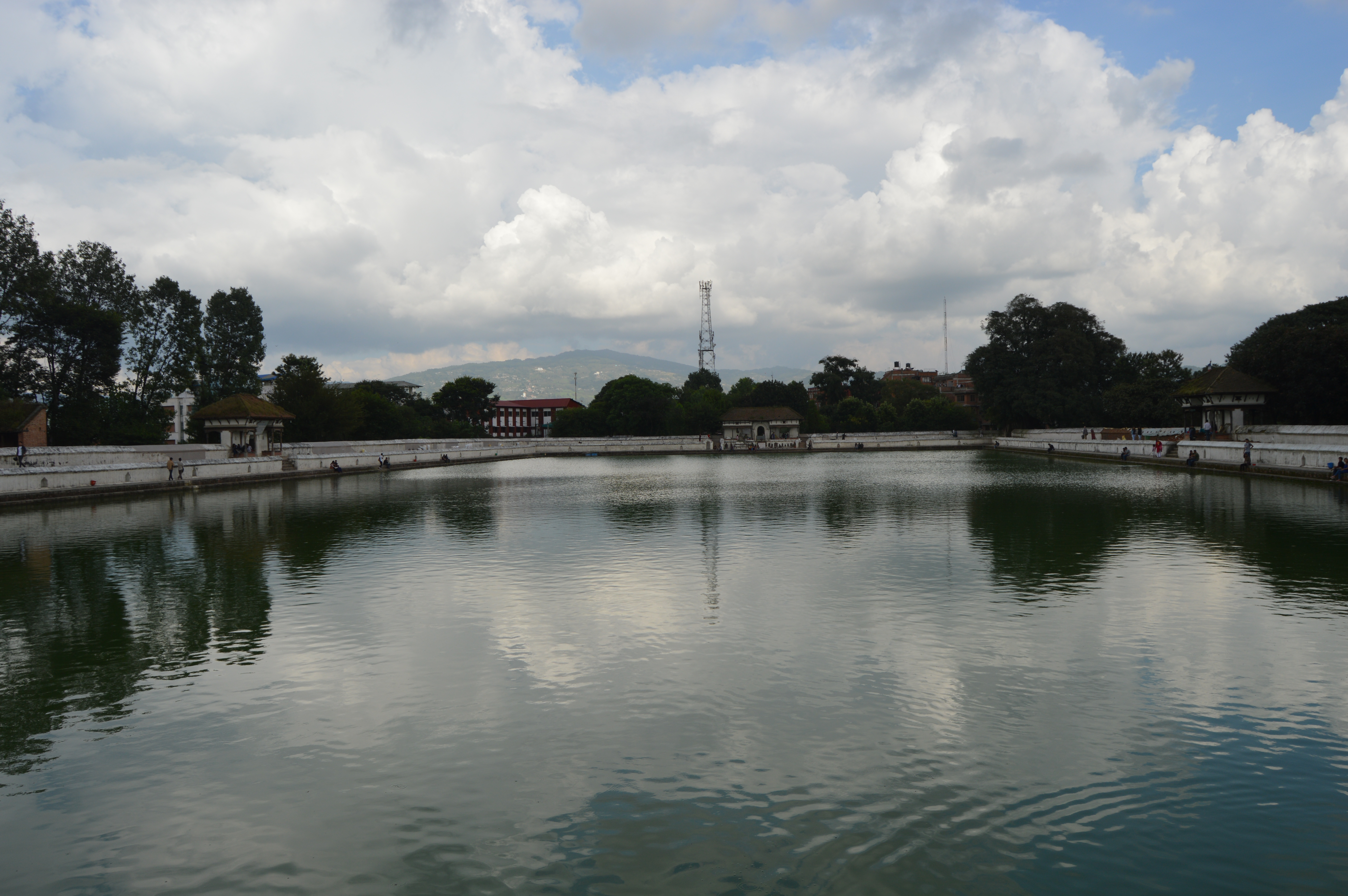
Siddha Pokhari, 15. Jh.

Zu den herausragenden Leistungen der newarischen Städte gehört die infrastrukturelle Ausstattung der Wasserversorgung. Sie beruht auf einem System von Tala tunchi (Tiefbrunnen), Hiti (Wasserspendern) und Pokhari (Wasserreservoirs). Von letzteren gibt es noch etwa 32 in Bhaktapur. Einige der ältesten Pokharis am Stadtrand sind wohl natürlich entstanden und wurden später zu Rückhaltebecken für Quellwasser ausgebaut. Die Fassungsvermögen schwanken zwischen 30 und über 10.000 Kubikmeter. Die vier größten Pokharis sind der Na Pukhu mit 10.640 m³, der Yatu baha Pokhari mit 10.458 m³, der Bhaju Pukhu mit 9.322 m³ und der Bhaju Pukhu mit 6.160 m³. Die Schlange symbolisiert den Zeichencharakter des Wassers für die Fruchtbarkeit. An der nördlichen Grenze des Yache-Tols liegt der Nag-Pokhari. Er hat eine große Bedeutung für die am Teich wohnenden Färber, denn diese nutzen ihn, um ihre Wolle zu waschen und das Wasser für die Färbebetriebe in den Hinterhöfen zu gebrauchen.
Die ältesten Teile der Wasserversorgung sind die Tala tunchi genannten Trinkwasserbrunnen. Die runden Brunnen mit 1,5 bis 2,5 Meter Durchmesser befinden sich über die ganze Stadt verteilt innerhalb umbauter Höfe und auf Plätzen. Ihre Tiefe variiert mit dem Grundwasserstand und liegt zwischen zwei und sieben Metern. Für den Unterbau werden speziell geformte Ziegel eingesetzt, sogenannte Tunsa Apa, für die obere Abdeckung Natursteine. An die Brunnen angeschlossen ist ein, vermutlich schon aus dem 10. Jahrhundert, bevor Bhaktapur hinduistisch wurde, stammendes System von Trinkwasserbecken. Diese Ja Dhun genannten Becken sind etwa 1 × 0,5 × 0,5 Meter groß und mit einer steinernen Platte abgedeckt. Ein mit einem Holzpfropfen verschließbares Rohr an der Vorderseite ermöglicht die Entnahme von Trinkwasser. Aufgrund seiner gewölbten Form werden diese Trinkwasserbecken auch „Wasserkühe“ genannt. Sockel und Deckel sind mit Pflanzenmotiven verziert. Die Bedeutung der Brunnen als Trinkwasserquelle hat mit dem Ausbau der Hitis stark abgenommen.
Die auf Nepali Dhara und auf Sanskrit Hiti genannten Wasserspender sind aus Ziegeln und Naturstein gemauert und wurden vermutlich mit dem Hinduismus eingeführt. Ihr Bau gilt als gute Tat. Sie wurden früher vor allem entlang der Handelswege meist bei überdachten Rastplätzen für Händler und Pilger errichtet. Die Hitis sind, der Bedeutung des Wasserversorgung für das tägliche Leben und der entsprechenden Einbindung in die Glaubenswelt reich verziert. Die große Mehrzahl der Hitis hat den Wasserzufluss im Norden und den Abfluss im Süden. Die Wasserzuführung wird durch ein weitverzweigtes Kanalsystem gewährleistet, in das mit einem Hauptkanal (Rajkulo) Wasser aus über sechs Kilometer Distanz hingeleitet wird. Bei einigen Hitis wurde zur Reinigung des Wassers dem Zufluss ein Filtersystem aus einzelnen, mit Asche, Kies oder Lehm gefüllten Kammern vorgeschaltet.

### Kanalisation und Abfallbeseitigung
Anfang der 1980er Jahre hatte Bhaktapur ein zunehmendes Problem mit dem alten Kanalsystem. Die teilweise offenen gemauerten Kanäle waren durch Unrat oft verstopft und bildeten gefährliche Infektionsherde. Zwar gab es sogenannte Straßenwischer, doch sie versahen ihren Dienst wegen mangelnder Bezahlung oft nicht. Da die Fäkalien in die Straßengräben gelangten, die ein beliebter Spielort der Kinder waren, erkrankten bis zu 50 Prozent der Kinder an den verschiedensten Krankheiten. Auch die Innenhöfe wurden zunehmend zu Müllgruben, die Abfälle und Abwässer der Küchen auffingen. Auch hier verweigerten die Straßenwischer ihre traditionellen Reinigungspflichten und arbeiteten nur noch gegen unmittelbare Bargeldentlohnung. Erst ein in den 1990er Jahren aufgelegtes gezieltes Müllentsorgungsprogramm (solid waste management) schaffte einen Umschwung. Die langfristige Beseitigung der Abfälle wird mit 44 Kehrmaschinen und 16 maschinellen Reinigungshilfen gewährleistet. Für die Entsorgung des Mülls wurde ein Kompost Recycling Areal eingerichtet. Die täglich zu entsorgende Müllmenge liegt bei 0,386 Kilogramm pro Person, insgesamt bei 20 Tonnen. Etwa 70 Prozent davon sind organische Abfälle. Die Abwässer werden über mittlerweile 29,20 Kilometer Drainage abgeführt.

### Gesundheitswesen und sonstige Verwaltung
Für Kranke stehen in Bhaktapur vier Krankenhäuser, davon zwei mit 80 Betten, bereit: das Bhaktapur-Krebs-Krankenhaus (Bhaktapur Cancer Hospital), das Krankenhaus Bhaktapur (Bhaktapur Hospital), das Nepal-T.B.-Krankenhaus (Nepal T.B. Hospital) und das SAARC-T.B.-Center.
Zur Notversorgung gibt es vier Gesundheitsstationen und sechs Ambulanzen, so die Bhaktapur-Ambulanz, die Gothatar-VDC-Ambulanz und die Thimi-Ambulanz.
Der städtische Fuhrpark umfasst weiterhin drei Feuerwehrfahrzeuge, zwei Polizeifahrzeuge und einen Transporter für Verstorbene.

### Bildungswesen

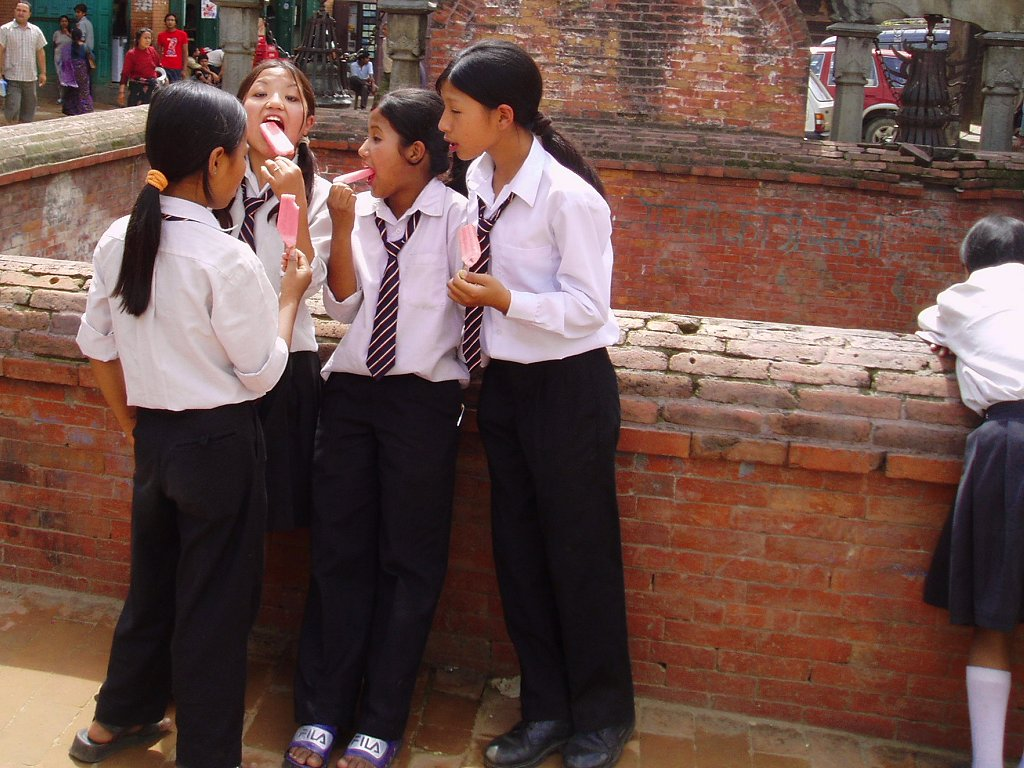
Schülerinnen in Schuluniform in Bhaktapur

Die Alphabetisierungsrate liegt bei 58,9 Prozent. Weitere vier Prozent (2876) der Stadtbewohner können nur lesen, aber nicht schreiben. Bei den etwa 17.000 Analphabeten fällt auf, dass der Frauenanteil (11.828) mehr als doppelt so hoch ist wie der Männeranteil (5007). Von den 27.800 schulfähigen Kindern im Jahr 2001 besuchten 73,2 Prozent (20.341) die Schule und 26,8 Prozent (7459) nicht. Der Anteil männlicher und weiblicher Schüler war dabei etwa gleich groß.
Die Shiddidas High School ist eine 2007 gegründete Schule, die als erste neben Khas und Englisch auch auf Newari als Unterrichtssprache aufbaut. Die Schule führt bis zur zehnten Klasse. Im Stadtgebiet von Bhaktapur gibt es mehr als 27 Schulen. Die Schulinstitutionen – einschließlich der privaten Schulen – unterteilen sich folgendermaßen: 43 Grundschulen (Primary), elf Mittelschulen (Lower Secondary), 20 Weiterführende Schulen (Secondary), drei höhere Weiterführende Schulen (Higher Secondary) und vier Campus. Die drei weiterführenden Schulen sind die Mount Everest Higher Secondary School, die Bagishwor Higher Secondary School und die Springdale Higher Secondary School. Die Schulen mit Campus sind die Learners Academy, die Unique International Academy, die Everest High School und die Shree Padma High School.

## Persönlichkeiten

### Ehemalige Malla-Könige von Bhaktapur
Die Königsdynastie der Malla („Ringer“) wurde durch Jaya Sthiti gegründet und hielt bis zur Eroberung durch König Prithvi Narayan Shah Dev aus der Stadt Gorkha im Jahre 1768.
Gesamtkönigreich der Malla-Könige
- 1382–1395 Jaya Sthiti Malla
- 1395–1408 Jyotir Malla (gemeinsam mit Dharma Malla und Kiti Malla)
- 1408–1428 Jyotir Malla
- 1428–1482 Yaksa Malla
- 1482–1505 Raya Malla

Stadtkönigtum Bhaktapur
- 1505–1519 Suvarna Malla
- 1519–1547 Prana Malla
- 1547–1560 Visuva Malla
- 1560–1613 Trailokya Malla
- 1613–1637 Jagajjyoti Malla
- 1637–1644 Naresha Malla
- 1644–1673 Jagat Prakash Malla
- 1663–1696 Jitamitra Malla
- 1696–1722 Bhupatindra Malla
- 1722–1769 Ranajit Malla (1762–1763 in Personalunion König von Lalitpur)

→ Siehe auch: Liste der Könige von Nepal

### Persönlichkeiten, die mit der Stadt in Verbindung stehen
Im Jahr 2001 wurde der Schweizer Geologe und Pionier der Entwicklungszusammenarbeit Toni Hagen (1917–2003) von der Stadt Bhaktapur für Verdienste um die Förderung des Verständnisses zwischen verschiedenen Ethnien, Religionen und Kulturen über nationale und internationale Grenzen hinweg geehrt.

## Kulinarische Spezialitäten

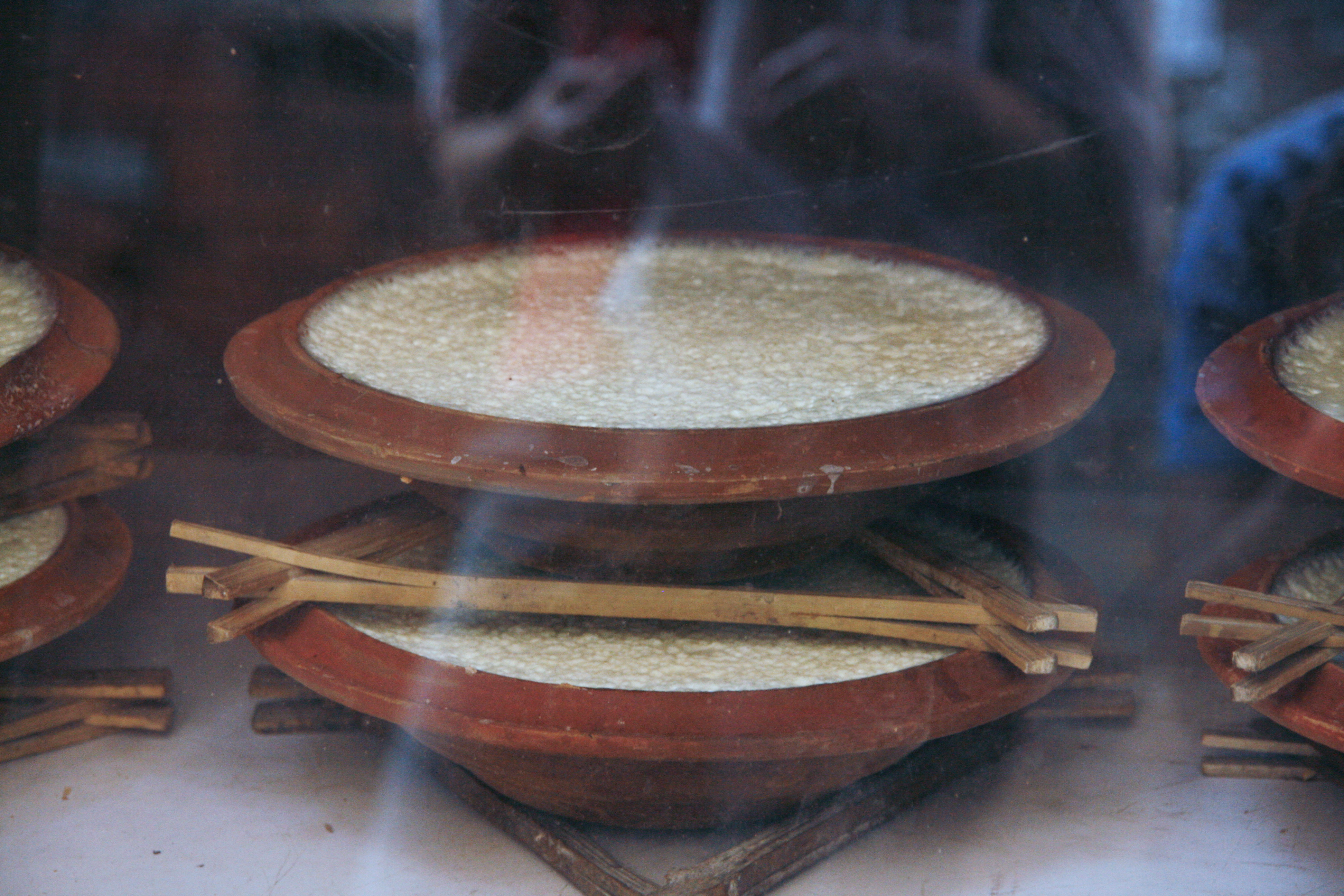
Nepalischer Joghurt Dahi

Für die verschiedenen Feste bereiten die Newar spezielle Gerichte und Getränke zu. Am bekanntesten ist der Dahi (दही), eine spezielle Joghurtspeise. Das bierartige Thwon, das es rot und weiß gibt, ist ein unverzichtbarer Bestandteil der Newar-Zeremonien. Das Chatanmari ist eine Art Crêpe aus Reis. Chwela und Kachila sind dagegen speziell zubereitete Fleischspeisen vom Wasserbüffel. Die am weitesten verbreitete Nachspeise ist wahrscheinlich Lakhamari, das aus Mehl, Zucker und Butter zubereitet wird.

## Medien, Literatur und Filmographie

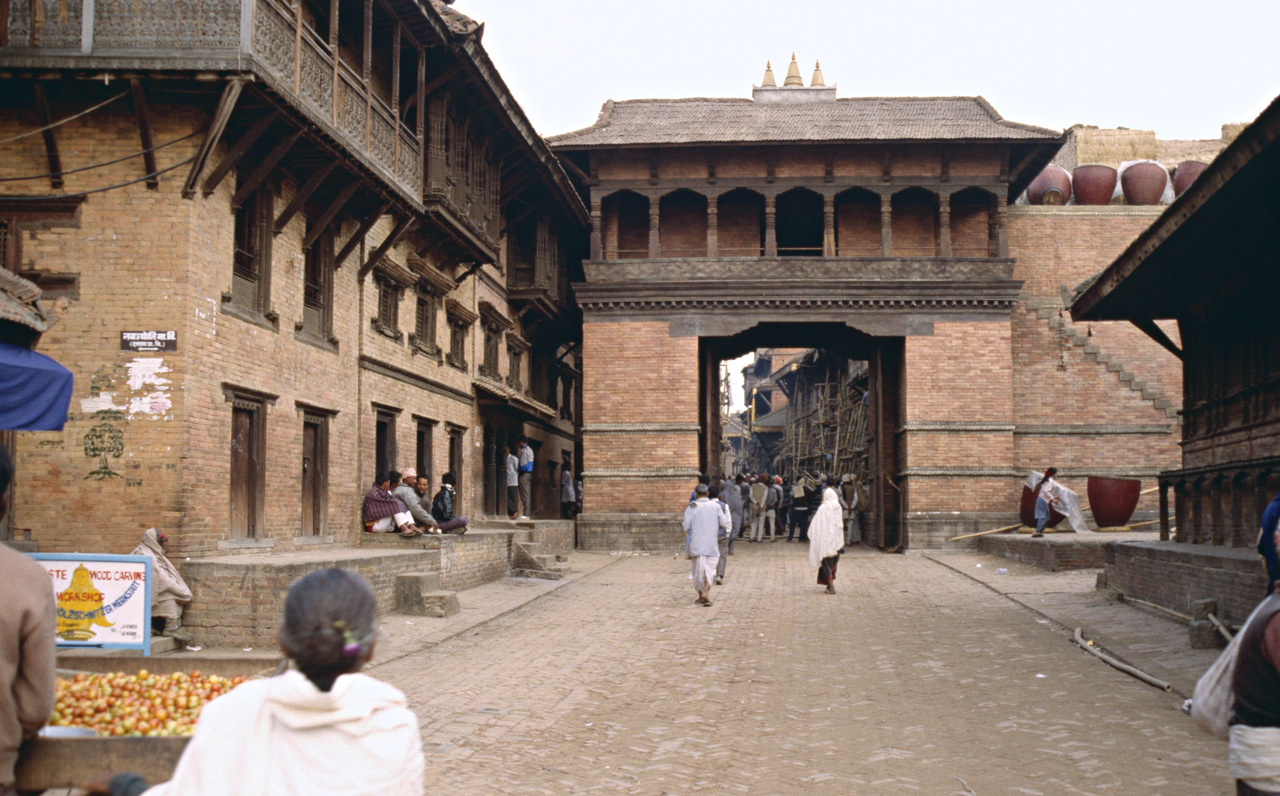
Filmkulisse von Little Buddha, 1992

Die Handlung einiger Romane ist in Bhaktapur und Umgebung angesiedelt:
- Nina Rauprich (1995): Die Trommler von Bhaktapur. Stuttgart, Wien, ISBN 3-522-16894-1
- Friedrich Tübergen (2005): Die Kumari von Bhaktapur: eine mit erotischer Pikanterie gewürzte Novelle. Stockach, ISBN 3-9807656-4-4

Aufgrund der historischen Bausubstanz bietet sich Bhaktapur als Hintergrund für verschiedene Film- und Fernsehprojekte an. Die folgende Liste zeigt eine Auswahl von teilweise in Bhaktapur gedrehten Filmen:
- 1985: Navabaja von Bhaktapur (38 Min.), Regie: Gert-Matthias Wegner[33]
- 1988: Powaqqatsi, Regie: Godfrey Reggio
- 1989: Totentanz von Bhaktapur (20 Min.), Regie: Gert-Matthias Wegner[33]
- 1992: Baraka, Regie: Ron Fricke
- 1994: Little Buddha, Regie: Bernardo Bertolucci
- 2000: Schätze der Welt: Königsstädte am Fuße des Himalaya (14 Min.), SWR, Regie: Elke Werry
- 2005: Handling death: the dynamics of death and ancestor rituals among the Newars of Bhaktapur, Nepal (Ethno-indology 3). DVD-Video von Niels Gutschow, Axel Michaels.
- 2006: Punam (27 Min.), Regie: Lucian und Natasa Muntean (Lunam Docs)[61]
- 2008: Living Goddess (86 Min.), Regie: Ishbel Whitaker[62]